# NK Driebanden Klein Dames 2016-2017
De eerste editie van het Nederlands kampioenschap biljarten in de spelsoort Driebanden Klein voor Dames seizoen 2016-2017 werd gespeeld van 8 t/m 10 maart 2017 op zes tafels in Lelystad en werd georganiseerd door biljartvereniging De Jol.
Zevenenveertig spelers schreven in voor dit kampioenschap. De speelsters werden tijdens de opening ingeloot en verdeeld over acht poules. Alleen poule B bestond uit vijf speelsters. De overige zeven uit zes. Alle deelneemsters speelden vier partijen in de poulefase. De bestgeplaatste vier van elke poule plaatsten zich voor de knock-outfase waarin werd ingedeeld op behaald voorronde-moyenne. Joke Breur werd de kampioene, ze maakte de partij in zes beurten uit (3,333 moy) en scoorde daarin een serie van twaalf caramboles.

## Indeling poules na loting
| NK Driebanden Klein voor Dames 2016-2017 – POULEINDELING A - D | NK Driebanden Klein voor Dames 2016-2017 – POULEINDELING A - D | NK Driebanden Klein voor Dames 2016-2017 – POULEINDELING A - D | NK Driebanden Klein voor Dames 2016-2017 – POULEINDELING A - D | NK Driebanden Klein voor Dames 2016-2017 – POULEINDELING A - D | NK Driebanden Klein voor Dames 2016-2017 – POULEINDELING A - D | NK Driebanden Klein voor Dames 2016-2017 – POULEINDELING A - D | NK Driebanden Klein voor Dames 2016-2017 – POULEINDELING A - D |
| Poule A                                                        | SPEELSTER                                                      | Poule B                                                        | SPEELSTER                                                      | Poule C                                                        | SPEELSTER                                                      | Poule D                                                        | SPEELSTER                                                      |
| -------------------------------------------------------------- | -------------------------------------------------------------- | -------------------------------------------------------------- | -------------------------------------------------------------- | -------------------------------------------------------------- | -------------------------------------------------------------- | -------------------------------------------------------------- | -------------------------------------------------------------- |
| 1                                                              | Brigitte Duhn                                                  | 1                                                              | Anoek Jutte                                                    | 1                                                              | Lia Addicks                                                    | 1                                                              | Gerrie Geelen                                                  |
| 2                                                              | Bets Dekker-Boon                                               | 2                                                              | Nynke Kuindersma                                               | 2                                                              | Andrea Hofman-Manrique                                         | 2                                                              | Joyce Klunder                                                  |
| 3                                                              | Graddie Berry                                                  | 3                                                              | Gerrie Wierstra-van Middendorp                                 | 3                                                              | Daisy Werdekker                                                | 3                                                              | Els van Tol                                                    |
| 4                                                              | Margriet Schotkamp                                             | 4                                                              | Maartje de Jong                                                | 4                                                              | Hanny Hultermans                                               | 4                                                              | Joyce Beekink                                                  |
| 5                                                              | Helen van Kempen-van Sliedregt                                 | 5                                                              | Marja van Nunen                                                | 5                                                              | Marja Stroomer                                                 | 5                                                              | Anja Verbogt                                                   |
| 6                                                              | Ilse Krishnadath                                               |                                                                |                                                                | 6                                                              | Natasja Damen                                                  | 6                                                              | Sabine Bakker                                                  |

| NK Driebanden Klein voor Dames 2016-2017 – POULEINDELING E - H | NK Driebanden Klein voor Dames 2016-2017 – POULEINDELING E - H | NK Driebanden Klein voor Dames 2016-2017 – POULEINDELING E - H | NK Driebanden Klein voor Dames 2016-2017 – POULEINDELING E - H | NK Driebanden Klein voor Dames 2016-2017 – POULEINDELING E - H | NK Driebanden Klein voor Dames 2016-2017 – POULEINDELING E - H | NK Driebanden Klein voor Dames 2016-2017 – POULEINDELING E - H | NK Driebanden Klein voor Dames 2016-2017 – POULEINDELING E - H |
| Poule E                                                        | SPEELSTER                                                      | Poule F                                                        | SPEELSTER                                                      | Poule G                                                        | SPEELSTER                                                      | Poule H                                                        | SPEELSTER                                                      |
| -------------------------------------------------------------- | -------------------------------------------------------------- | -------------------------------------------------------------- | -------------------------------------------------------------- | -------------------------------------------------------------- | -------------------------------------------------------------- | -------------------------------------------------------------- | -------------------------------------------------------------- |
| 1                                                              | Janet Kwast                                                    | 1                                                              | Pauline Gerritsen                                              | 1                                                              | Chantal Seves                                                  | 1                                                              | Georgina van Velzen                                            |
| 2                                                              | Harmie Evenhuis-Sibma                                          | 2                                                              | Monique van Exter                                              | 2                                                              | Ineke Kooistra                                                 | 2                                                              | Cora van den Eijnden                                           |
| 3                                                              | Loes Schilder-van Dansik                                       | 3                                                              | Jetty van Hummel                                               | 3                                                              | Petra Lips-Versluis                                            | 3                                                              | Helen Koelink                                                  |
| 4                                                              | Francine van Ypren                                             | 4                                                              | Petra Pot                                                      | 4                                                              | Chantal Arntz                                                  | 4                                                              | Joke Breur                                                     |
| 5                                                              | Monique Wilkowski                                              | 5                                                              | Dineke Sprenkels                                               | 5                                                              | Janine Verkerk-Heikoop                                         | 5                                                              | Cynthia van Peer-Paantjens                                     |
| 6                                                              | Margriet van den Akker                                         | 6                                                              | Sylvia Eckel                                                   | 6                                                              | Mirjam Pruim-Emmens                                            | 6                                                              | Anneke Groenewoud                                              |

## Uitslagen Poulewedstrijden

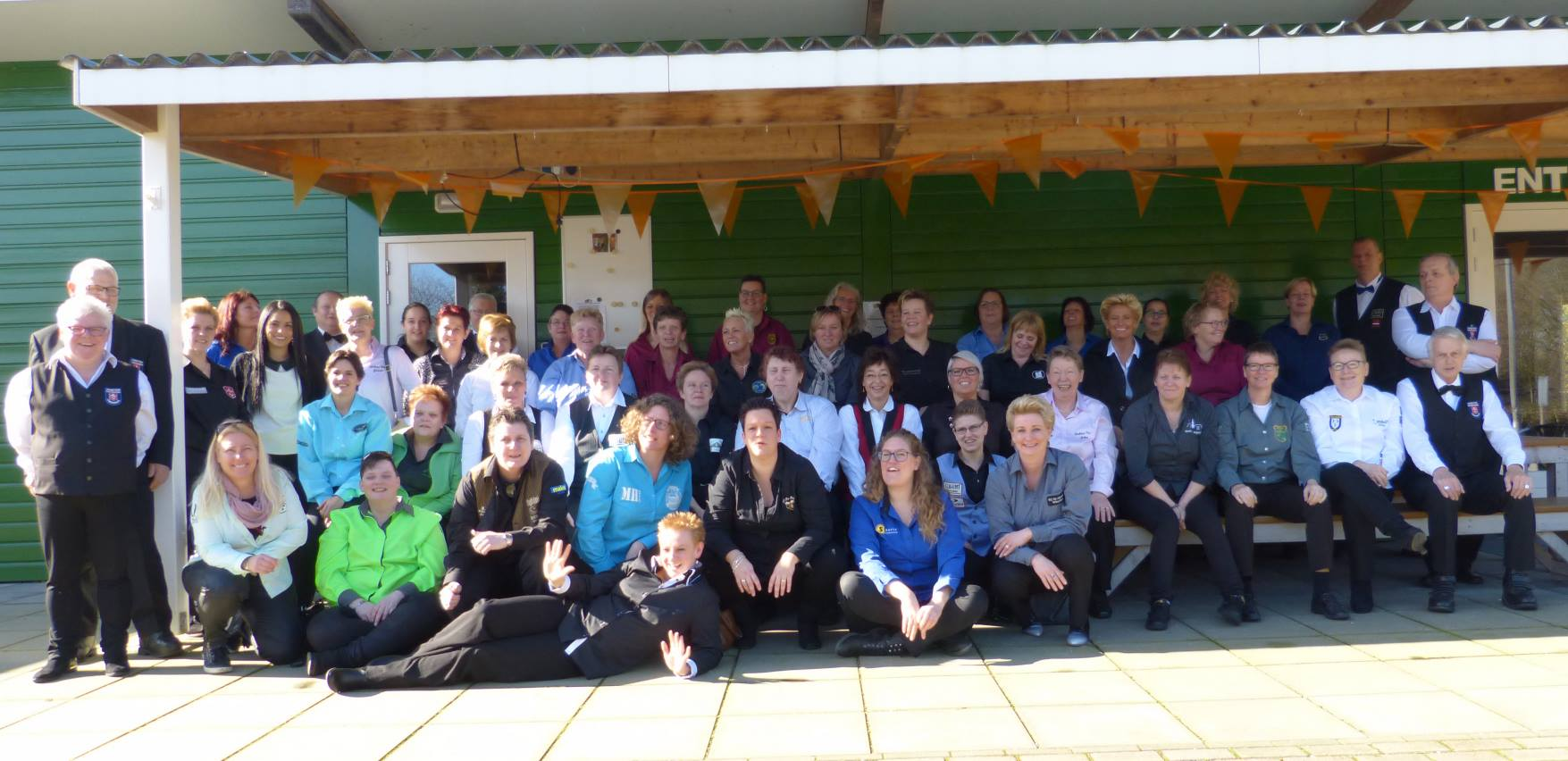
Alle betrokkenen bijeen

Te maken caramboles: 20 / Beurtenlimiet 40. 

De beste 4 per poule kwalificeerden zich voor de volgende ronde.

### Poule A
| NK Driebanden Klein Dames 2016-2017 - wedstrijden POULE A | NK Driebanden Klein Dames 2016-2017 - wedstrijden POULE A | NK Driebanden Klein Dames 2016-2017 - wedstrijden POULE A | NK Driebanden Klein Dames 2016-2017 - wedstrijden POULE A | NK Driebanden Klein Dames 2016-2017 - wedstrijden POULE A | NK Driebanden Klein Dames 2016-2017 - wedstrijden POULE A | NK Driebanden Klein Dames 2016-2017 - wedstrijden POULE A | NK Driebanden Klein Dames 2016-2017 - wedstrijden POULE A | NK Driebanden Klein Dames 2016-2017 - wedstrijden POULE A | NK Driebanden Klein Dames 2016-2017 - wedstrijden POULE A | NK Driebanden Klein Dames 2016-2017 - wedstrijden POULE A | NK Driebanden Klein Dames 2016-2017 - wedstrijden POULE A |
| SPELER                                                    | PP                                                        | CAR                                                       | BRT                                                       | MOY                                                       | HS                                                        | SPELER                                                    | PP                                                        | CAR                                                       | BRT                                                       | MOY                                                       | HS                                                        |
| --------------------------------------------------------- | --------------------------------------------------------- | --------------------------------------------------------- | --------------------------------------------------------- | --------------------------------------------------------- | --------------------------------------------------------- | --------------------------------------------------------- | --------------------------------------------------------- | --------------------------------------------------------- | --------------------------------------------------------- | --------------------------------------------------------- | --------------------------------------------------------- |
| Brigitte Duhn                                             | 2                                                         | 13                                                        | 40                                                        | 0,325                                                     | 2                                                         | Bets Dekker                                               | 2                                                         | 14                                                        | 40                                                        | 0,350                                                     | 3                                                         |
| Helen van Kempen                                          | 0                                                         | 6                                                         | 40                                                        | 0,150                                                     | 2                                                         | Graddie Berry                                             | 0                                                         | 12                                                        | 40                                                        | 0,300                                                     | 1                                                         |
|                                                           |                                                           |                                                           |                                                           |                                                           |                                                           |                                                           |                                                           |                                                           |                                                           |                                                           |                                                           |
| Margriet Schotkamp                                        | 0                                                         | 6                                                         | 40                                                        | 0,150                                                     | 1                                                         | Brigitte Duhn                                             | 2                                                         | 20                                                        | 27                                                        | 0,741                                                     | 4                                                         |
| Ilse Krishnadath                                          | 2                                                         | 9                                                         | 40                                                        | 0,225                                                     | 2                                                         | Bets Dekker                                               | 0                                                         | 8                                                         | 27                                                        | 0,296                                                     | 1                                                         |
|                                                           |                                                           |                                                           |                                                           |                                                           |                                                           |                                                           |                                                           |                                                           |                                                           |                                                           |                                                           |
| Graddie Berry                                             | 1                                                         | 13                                                        | 40                                                        | 0,325                                                     | 4                                                         | Margriet Schotkamp                                        | 0                                                         | 1                                                         | 40                                                        | 0,025                                                     | 1                                                         |
| Ilse Krishnadath                                          | 1                                                         | 13                                                        | 40                                                        | 0,325                                                     | 2                                                         | Helen van Kempen                                          | 2                                                         | 14                                                        | 40                                                        | 0,350                                                     | 2                                                         |
|                                                           |                                                           |                                                           |                                                           |                                                           |                                                           |                                                           |                                                           |                                                           |                                                           |                                                           |                                                           |
| Graddie Berry                                             | 2                                                         | 13                                                        | 40                                                        | 0,325                                                     | 2                                                         | Brigitte Duhn                                             | 2                                                         | 20                                                        | 36                                                        | 0,556                                                     | 3                                                         |
| Margriet Schotkamp                                        | 0                                                         | 10                                                        | 40                                                        | 0,250                                                     | 2                                                         | Ilse Krishnadath                                          | 0                                                         | 9                                                         | 36                                                        | 0,250                                                     | 4                                                         |
|                                                           |                                                           |                                                           |                                                           |                                                           |                                                           |                                                           |                                                           |                                                           |                                                           |                                                           |                                                           |
| Bets Dekker                                               | 0                                                         | 17                                                        | 40                                                        | 0,425                                                     | 4                                                         | Helen van Kempen                                          | 0                                                         | 9                                                         | 40                                                        | 0,225                                                     | 2                                                         |
| Helen van Kempen                                          | 2                                                         | 18                                                        | 40                                                        | 0,450                                                     | 3                                                         | Ilse Krishnadath                                          | 2                                                         | 19                                                        | 40                                                        | 0,475                                                     | 3                                                         |
|                                                           |                                                           |                                                           |                                                           |                                                           |                                                           |                                                           |                                                           |                                                           |                                                           |                                                           |                                                           |
| Bets Dekker                                               | 2                                                         | 13                                                        | 40                                                        | 0,325                                                     | 2                                                         | Brigitte Duhn                                             | 2                                                         | 20                                                        | 34                                                        | 0,588                                                     | 3                                                         |
| Margriet Schotkamp                                        | 0                                                         | 7                                                         | 40                                                        | 0,175                                                     | 2                                                         | Graddie Berry                                             | 0                                                         | 13                                                        | 34                                                        | 0,382                                                     | 2                                                         |
|                                                           |                                                           |                                                           |                                                           |                                                           |                                                           |                                                           |                                                           |                                                           |                                                           |                                                           |                                                           |

Eindstand Poule A
| NK Driebanden Klein Dames 2016-2017 - EINDSTAND POULE A | NK Driebanden Klein Dames 2016-2017 - EINDSTAND POULE A | NK Driebanden Klein Dames 2016-2017 - EINDSTAND POULE A | NK Driebanden Klein Dames 2016-2017 - EINDSTAND POULE A | NK Driebanden Klein Dames 2016-2017 - EINDSTAND POULE A | NK Driebanden Klein Dames 2016-2017 - EINDSTAND POULE A | NK Driebanden Klein Dames 2016-2017 - EINDSTAND POULE A | NK Driebanden Klein Dames 2016-2017 - EINDSTAND POULE A | NK Driebanden Klein Dames 2016-2017 - EINDSTAND POULE A |
| RANG                                                    | SPEELSTER                                               | GESP                                                    | PP                                                      | CAR                                                     | BRT                                                     | MOY                                                     | PMOY                                                    | HS                                                      |
| ------------------------------------------------------- | ------------------------------------------------------- | ------------------------------------------------------- | ------------------------------------------------------- | ------------------------------------------------------- | ------------------------------------------------------- | ------------------------------------------------------- | ------------------------------------------------------- | ------------------------------------------------------- |
| 1                                                       | Brigitte Duhn                                           | 4                                                       | 8                                                       | 73                                                      | 137                                                     | 0,532                                                   | 0,741                                                   | 4                                                       |
| 2                                                       | Ilse Krishnadath                                        | 4                                                       | 5                                                       | 50                                                      | 156                                                     | 0,321                                                   | 0,475                                                   | 2                                                       |
| 3                                                       | Bets Dekker-Boon                                        | 4                                                       | 4                                                       | 52                                                      | 147                                                     | 0,354                                                   | 0,350                                                   | 3                                                       |
| 4                                                       | Helen van Kempen                                        | 4                                                       | 4                                                       | 47                                                      | 160                                                     | 0,294                                                   | 0,462                                                   | 2                                                       |
| 5                                                       | Graddie Berry                                           | 4                                                       | 3                                                       | 51                                                      | 154                                                     | 0,331                                                   | 0,325                                                   | 4                                                       |
| 6                                                       | Margriet Schotkamp                                      | 4                                                       | 0                                                       | 24                                                      | 160                                                     | 0,150                                                   | geen                                                    | 2                                                       |
|                                                         |                                                         |                                                         |                                                         |                                                         |                                                         |                                                         |                                                         |                                                         |

### Poule B
| NK Driebanden Klein Dames 2016-2017 - wedstrijden POULE B | NK Driebanden Klein Dames 2016-2017 - wedstrijden POULE B | NK Driebanden Klein Dames 2016-2017 - wedstrijden POULE B | NK Driebanden Klein Dames 2016-2017 - wedstrijden POULE B | NK Driebanden Klein Dames 2016-2017 - wedstrijden POULE B | NK Driebanden Klein Dames 2016-2017 - wedstrijden POULE B | NK Driebanden Klein Dames 2016-2017 - wedstrijden POULE B | NK Driebanden Klein Dames 2016-2017 - wedstrijden POULE B | NK Driebanden Klein Dames 2016-2017 - wedstrijden POULE B | NK Driebanden Klein Dames 2016-2017 - wedstrijden POULE B | NK Driebanden Klein Dames 2016-2017 - wedstrijden POULE B | NK Driebanden Klein Dames 2016-2017 - wedstrijden POULE B |
| SPELER                                                    | PP                                                        | CAR                                                       | BRT                                                       | MOY                                                       | HS                                                        | SPELER                                                    | PP                                                        | CAR                                                       | BRT                                                       | MOY                                                       | HS                                                        |
| --------------------------------------------------------- | --------------------------------------------------------- | --------------------------------------------------------- | --------------------------------------------------------- | --------------------------------------------------------- | --------------------------------------------------------- | --------------------------------------------------------- | --------------------------------------------------------- | --------------------------------------------------------- | --------------------------------------------------------- | --------------------------------------------------------- | --------------------------------------------------------- |
| Nynke Kuindersma                                          | 2                                                         | 15                                                        | 40                                                        | 0,375                                                     | 2                                                         | Gerrie Wierstra                                           | 2                                                         | 20                                                        | 37                                                        | 0,541                                                     | 3                                                         |
| Marja van Nunen                                           | 0                                                         | 5                                                         | 40                                                        | 0,125                                                     | 2                                                         | Maartje de Jong                                           | 0                                                         | 13                                                        | 37                                                        | 0,351                                                     | 4                                                         |
|                                                           |                                                           |                                                           |                                                           |                                                           |                                                           |                                                           |                                                           |                                                           |                                                           |                                                           |                                                           |
| Anoek Jutte                                               | 2                                                         | 18                                                        | 40                                                        | 0,450                                                     | 4                                                         | Nynke Kuidersma                                           | 0                                                         | 17                                                        | 33                                                        | 0,515                                                     | 3                                                         |
| Marja van Nunen                                           | 0                                                         | 14                                                        | 40                                                        | 0,350                                                     | 1                                                         | Gerrie Wierstra                                           | 2                                                         | 20                                                        | 33                                                        | 0,606                                                     | 4                                                         |
|                                                           |                                                           |                                                           |                                                           |                                                           |                                                           |                                                           |                                                           |                                                           |                                                           |                                                           |                                                           |
| Anoek Jutte                                               | 0                                                         | 14                                                        | 40                                                        | 0,350                                                     | 2                                                         | Gerrie Wierstra                                           | 2                                                         | 18                                                        | 40                                                        | 0,450                                                     | 3                                                         |
| Maartje de Jong                                           | 2                                                         | 16                                                        | 40                                                        | 0,400                                                     | 2                                                         | Marja van Nunen                                           | 0                                                         | 9                                                         | 40                                                        | 0,225                                                     | 1                                                         |
|                                                           |                                                           |                                                           |                                                           |                                                           |                                                           |                                                           |                                                           |                                                           |                                                           |                                                           |                                                           |
| Anoek Jutte                                               | 0                                                         | 9                                                         | 40                                                        | 0,225                                                     | 3                                                         | Nynke Kuindersma                                          | 2                                                         | 20                                                        | 19                                                        | 1,053                                                     | 5                                                         |
| Gerrie Wierstra                                           | 2                                                         | 20                                                        | 40                                                        | 0,500                                                     | 4                                                         | Maartje de Jong                                           | 0                                                         | 9                                                         | 19                                                        | 0,474                                                     | 2                                                         |
|                                                           |                                                           |                                                           |                                                           |                                                           |                                                           |                                                           |                                                           |                                                           |                                                           |                                                           |                                                           |
| Anoek Jutte                                               | 0                                                         | 10                                                        | 28                                                        | 0,357                                                     | 5                                                         | Maartje de Jong                                           | 2                                                         | 17                                                        | 40                                                        | 0,425                                                     | 3                                                         |
| Nynke Kuindersma                                          | 2                                                         | 20                                                        | 28                                                        | 0,714                                                     | 4                                                         | Marja van Nunen                                           | 0                                                         | 5                                                         | 40                                                        | 0,125                                                     | 2                                                         |
|                                                           |                                                           |                                                           |                                                           |                                                           |                                                           |                                                           |                                                           |                                                           |                                                           |                                                           |                                                           |

Eindstand Poule B
| NK Driebanden Klein Dames 2016-2017 - EINDSTAND POULE B | NK Driebanden Klein Dames 2016-2017 - EINDSTAND POULE B | NK Driebanden Klein Dames 2016-2017 - EINDSTAND POULE B | NK Driebanden Klein Dames 2016-2017 - EINDSTAND POULE B | NK Driebanden Klein Dames 2016-2017 - EINDSTAND POULE B | NK Driebanden Klein Dames 2016-2017 - EINDSTAND POULE B | NK Driebanden Klein Dames 2016-2017 - EINDSTAND POULE B | NK Driebanden Klein Dames 2016-2017 - EINDSTAND POULE B | NK Driebanden Klein Dames 2016-2017 - EINDSTAND POULE B |
| RANG                                                    | SPEELSTER                                               | GESP                                                    | PP                                                      | CAR                                                     | BRT                                                     | MOY                                                     | PMOY                                                    | HS                                                      |
| ------------------------------------------------------- | ------------------------------------------------------- | ------------------------------------------------------- | ------------------------------------------------------- | ------------------------------------------------------- | ------------------------------------------------------- | ------------------------------------------------------- | ------------------------------------------------------- | ------------------------------------------------------- |
| 1                                                       | Gerrie Wierstra                                         | 4                                                       | 8                                                       | 78                                                      | 150                                                     | 0,520                                                   | 0,606                                                   | 4                                                       |
| 2                                                       | Nynke Kuindersma                                        | 4                                                       | 6                                                       | 72                                                      | 120                                                     | 0,600                                                   | 1,053                                                   | 5                                                       |
| 3                                                       | Maartje de Jong                                         | 4                                                       | 4                                                       | 55                                                      | 136                                                     | 0,404                                                   | 0,425                                                   | 4                                                       |
| 4                                                       | Anoek Jutte                                             | 4                                                       | 2                                                       | 51                                                      | 148                                                     | 0,345                                                   | 0,450                                                   | 5                                                       |
| 5                                                       | Marja van Nunen                                         | 4                                                       | 0                                                       | 33                                                      | 160                                                     | 0,206                                                   | geen                                                    | 2                                                       |
|                                                         |                                                         |                                                         |                                                         |                                                         |                                                         |                                                         |                                                         |                                                         |

### Poule C
| NK Driebanden Klein Dames 2016-2017 - wedstrijden POULE C | NK Driebanden Klein Dames 2016-2017 - wedstrijden POULE C | NK Driebanden Klein Dames 2016-2017 - wedstrijden POULE C | NK Driebanden Klein Dames 2016-2017 - wedstrijden POULE C | NK Driebanden Klein Dames 2016-2017 - wedstrijden POULE C | NK Driebanden Klein Dames 2016-2017 - wedstrijden POULE C | NK Driebanden Klein Dames 2016-2017 - wedstrijden POULE C | NK Driebanden Klein Dames 2016-2017 - wedstrijden POULE C | NK Driebanden Klein Dames 2016-2017 - wedstrijden POULE C | NK Driebanden Klein Dames 2016-2017 - wedstrijden POULE C | NK Driebanden Klein Dames 2016-2017 - wedstrijden POULE C | NK Driebanden Klein Dames 2016-2017 - wedstrijden POULE C |
| SPELER                                                    | PP                                                        | CAR                                                       | BRT                                                       | MOY                                                       | HS                                                        | SPELER                                                    | PP                                                        | CAR                                                       | BRT                                                       | MOY                                                       | HS                                                        |
| --------------------------------------------------------- | --------------------------------------------------------- | --------------------------------------------------------- | --------------------------------------------------------- | --------------------------------------------------------- | --------------------------------------------------------- | --------------------------------------------------------- | --------------------------------------------------------- | --------------------------------------------------------- | --------------------------------------------------------- | --------------------------------------------------------- | --------------------------------------------------------- |
| Lia Addicks                                               | 0                                                         | 7                                                         | 40                                                        | 0,175                                                     | 1                                                         | Andrea Hofman                                             | 2                                                         | 20                                                        | 28                                                        | 0,714                                                     | 4                                                         |
| Marja Stroomer                                            | 2                                                         | 9                                                         | 40                                                        | 0,225                                                     | 2                                                         | Daisy Werdekker                                           | 0                                                         | 15                                                        | 28                                                        | 0,536                                                     | 2                                                         |
|                                                           |                                                           |                                                           |                                                           |                                                           |                                                           |                                                           |                                                           |                                                           |                                                           |                                                           |                                                           |
| Hanny Hultermans                                          | 0                                                         | 7                                                         | 40                                                        | 0,175                                                     | 1                                                         | Lia Addicks                                               | 0                                                         | 5                                                         | 26                                                        | 0,192                                                     | 2                                                         |
| Natasja Damen                                             | 2                                                         | 16                                                        | 40                                                        | 0,400                                                     | 4                                                         | Andrea Hofman                                             | 2                                                         | 20                                                        | 26                                                        | 0,769                                                     | 4                                                         |
|                                                           |                                                           |                                                           |                                                           |                                                           |                                                           |                                                           |                                                           |                                                           |                                                           |                                                           |                                                           |
| Daisy Werdekker                                           | 2                                                         | 20                                                        | 14                                                        | 1,429                                                     | 4                                                         | Hanny Hultermans                                          | 2                                                         | 20                                                        | 38                                                        | 0,526                                                     | 3                                                         |
| Natasja Damen                                             | 0                                                         | 8                                                         | 14                                                        | 0,571                                                     | 2                                                         | Marja Stroomer                                            | 0                                                         | 6                                                         | 38                                                        | 0,158                                                     | 2                                                         |
|                                                           |                                                           |                                                           |                                                           |                                                           |                                                           |                                                           |                                                           |                                                           |                                                           |                                                           |                                                           |
| Daisy Werdekker                                           | 2                                                         | 20                                                        | 30                                                        | 0,666                                                     | 3                                                         | Lia Addicks                                               | 0                                                         | 8                                                         | 40                                                        | 0,200                                                     | 2                                                         |
| Hanny Hultermans                                          | 0                                                         | 13                                                        | 30                                                        | 0,433                                                     | 2                                                         | Natasja Damen                                             | 2                                                         | 18                                                        | 40                                                        | 0,450                                                     | 2                                                         |
|                                                           |                                                           |                                                           |                                                           |                                                           |                                                           |                                                           |                                                           |                                                           |                                                           |                                                           |                                                           |
| Andrea Hofman                                             | 2                                                         | 16                                                        | 40                                                        | 0,400                                                     | 3                                                         | Marja Stroomer                                            | 0                                                         | 10                                                        | 40                                                        | 0,250                                                     | 1                                                         |
| Marja Stroomer                                            | 0                                                         | 7                                                         | 40                                                        | 0,175                                                     | 1                                                         | Natasja Damen                                             | 2                                                         | 14                                                        | 40                                                        | 0,350                                                     | 3                                                         |
|                                                           |                                                           |                                                           |                                                           |                                                           |                                                           |                                                           |                                                           |                                                           |                                                           |                                                           |                                                           |
| Andrea Hofman                                             | 2                                                         | 20                                                        | 32                                                        | 0,625                                                     | 2                                                         | Lia Addicks                                               | 0                                                         | 7                                                         | 37                                                        | 0,189                                                     | 2                                                         |
| Hanny Hultermans                                          | 0                                                         | 6                                                         | 32                                                        | 0,188                                                     | 2                                                         | Daisy Werdekker                                           | 2                                                         | 18                                                        | 37                                                        | 0,486                                                     | 3                                                         |
|                                                           |                                                           |                                                           |                                                           |                                                           |                                                           |                                                           |                                                           |                                                           |                                                           |                                                           |                                                           |

Eindstand Poule C
| NK Driebanden Klein Dames 2016-2017 - EINDSTAND POULE C | NK Driebanden Klein Dames 2016-2017 - EINDSTAND POULE C | NK Driebanden Klein Dames 2016-2017 - EINDSTAND POULE C | NK Driebanden Klein Dames 2016-2017 - EINDSTAND POULE C | NK Driebanden Klein Dames 2016-2017 - EINDSTAND POULE C | NK Driebanden Klein Dames 2016-2017 - EINDSTAND POULE C | NK Driebanden Klein Dames 2016-2017 - EINDSTAND POULE C | NK Driebanden Klein Dames 2016-2017 - EINDSTAND POULE C | NK Driebanden Klein Dames 2016-2017 - EINDSTAND POULE C |
| RANG                                                    | SPEELSTER                                               | GESP                                                    | PP                                                      | CAR                                                     | BRT                                                     | MOY                                                     | PMOY                                                    | HS                                                      |
| ------------------------------------------------------- | ------------------------------------------------------- | ------------------------------------------------------- | ------------------------------------------------------- | ------------------------------------------------------- | ------------------------------------------------------- | ------------------------------------------------------- | ------------------------------------------------------- | ------------------------------------------------------- |
| 1                                                       | Andrea Hofman-Manrique                                  | 4                                                       | 8                                                       | 76                                                      | 126                                                     | 0,603                                                   | 0,769                                                   | 4                                                       |
| 2                                                       | Daisy Werdekker                                         | 4                                                       | 6                                                       | 73                                                      | 109                                                     | 0,670                                                   | 1,429                                                   | 4                                                       |
| 3                                                       | Natasja Damen                                           | 4                                                       | 6                                                       | 56                                                      | 134                                                     | 0,418                                                   | 0,450                                                   | 4                                                       |
| 4                                                       | Hanny Hultermans                                        | 4                                                       | 2                                                       | 46                                                      | 140                                                     | 0,329                                                   | 0,526                                                   | 3                                                       |
| 5                                                       | Marja Stroomer                                          | 4                                                       | 2                                                       | 32                                                      | 158                                                     | 0,203                                                   | 0,225                                                   | 2                                                       |
| 6                                                       | Lia Addicks                                             | 4                                                       | 0                                                       | 27                                                      | 143                                                     | 0,189                                                   | geen                                                    | 2                                                       |
|                                                         |                                                         |                                                         |                                                         |                                                         |                                                         |                                                         |                                                         |                                                         |

### Poule D
| NK Driebanden Klein Dames 2016-2017 - wedstrijden POULE D | NK Driebanden Klein Dames 2016-2017 - wedstrijden POULE D | NK Driebanden Klein Dames 2016-2017 - wedstrijden POULE D | NK Driebanden Klein Dames 2016-2017 - wedstrijden POULE D | NK Driebanden Klein Dames 2016-2017 - wedstrijden POULE D | NK Driebanden Klein Dames 2016-2017 - wedstrijden POULE D | NK Driebanden Klein Dames 2016-2017 - wedstrijden POULE D | NK Driebanden Klein Dames 2016-2017 - wedstrijden POULE D | NK Driebanden Klein Dames 2016-2017 - wedstrijden POULE D | NK Driebanden Klein Dames 2016-2017 - wedstrijden POULE D | NK Driebanden Klein Dames 2016-2017 - wedstrijden POULE D | NK Driebanden Klein Dames 2016-2017 - wedstrijden POULE D |
| SPELER                                                    | PP                                                        | CAR                                                       | BRT                                                       | MOY                                                       | HS                                                        | SPELER                                                    | PP                                                        | CAR                                                       | BRT                                                       | MOY                                                       | HS                                                        |
| --------------------------------------------------------- | --------------------------------------------------------- | --------------------------------------------------------- | --------------------------------------------------------- | --------------------------------------------------------- | --------------------------------------------------------- | --------------------------------------------------------- | --------------------------------------------------------- | --------------------------------------------------------- | --------------------------------------------------------- | --------------------------------------------------------- | --------------------------------------------------------- |
| Gerrie Geelen                                             | 2                                                         | 20                                                        | 32                                                        | 0,625                                                     | 3                                                         | Joyce Klunder                                             | 2                                                         | 10                                                        | 40                                                        | 0,250                                                     | 2                                                         |
| Anja Verbogt                                              | 0                                                         | 18                                                        | 32                                                        | 0,563                                                     | 4                                                         | Els van Tol                                               | 0                                                         | 9                                                         | 40                                                        | 0,225                                                     | 2                                                         |
|                                                           |                                                           |                                                           |                                                           |                                                           |                                                           |                                                           |                                                           |                                                           |                                                           |                                                           |                                                           |
| Joyce Beekink                                             | 2                                                         | 18                                                        | 40                                                        | 0,450                                                     | 3                                                         | Gerrie Geelen                                             | 2                                                         | 20                                                        | 34                                                        | 0,588                                                     | 3                                                         |
| Sabine Bakker                                             | 0                                                         | 11                                                        | 40                                                        | 0,275                                                     | 2                                                         | Joyce Klunder                                             | 0                                                         | 16                                                        | 34                                                        | 0,471                                                     | 3                                                         |
|                                                           |                                                           |                                                           |                                                           |                                                           |                                                           |                                                           |                                                           |                                                           |                                                           |                                                           |                                                           |
| Els van Tol                                               | 0                                                         | 7                                                         | 32                                                        | 0,219                                                     | 2                                                         | Joyce Beekink                                             | 0                                                         | 11                                                        | 33                                                        | 0,333                                                     | 3                                                         |
| Sabine Bakker                                             | 2                                                         | 20                                                        | 32                                                        | 0,625                                                     | 6                                                         | Anja Verbogt                                              | 2                                                         | 20                                                        | 33                                                        | 0,606                                                     | 7                                                         |
|                                                           |                                                           |                                                           |                                                           |                                                           |                                                           |                                                           |                                                           |                                                           |                                                           |                                                           |                                                           |
| Els van Tol                                               | 2                                                         | 13                                                        | 40                                                        | 0,325                                                     | 2                                                         | Gerrie Geelen                                             | 2                                                         | 20                                                        | 21                                                        | 0,952                                                     | 3                                                         |
| Joyce Beekink                                             | 0                                                         | 12                                                        | 40                                                        | 0,300                                                     | 2                                                         | Sabine Bakker                                             | 0                                                         | 12                                                        | 21                                                        | 0,571                                                     | 4                                                         |
|                                                           |                                                           |                                                           |                                                           |                                                           |                                                           |                                                           |                                                           |                                                           |                                                           |                                                           |                                                           |
| Joyce Klunder                                             | 0                                                         | 15                                                        | 40                                                        | 0,375                                                     | 2                                                         | Anja Verbogt                                              | 2                                                         | 16                                                        | 40                                                        | 0,400                                                     | 5                                                         |
| Anja Verbogt                                              | 2                                                         | 18                                                        | 40                                                        | 0,450                                                     | 4                                                         | Sabine Bakker                                             | 0                                                         | 12                                                        | 40                                                        | 0,300                                                     | 3                                                         |
|                                                           |                                                           |                                                           |                                                           |                                                           |                                                           |                                                           |                                                           |                                                           |                                                           |                                                           |                                                           |
| Joyce Klunder                                             | 2                                                         | 20                                                        | 37                                                        | 0,541                                                     | 4                                                         | Gerrie Geelen                                             | 2                                                         | 20                                                        | 26                                                        | 0,769                                                     | 3                                                         |
| Joyce Beekink                                             | 0                                                         | 14                                                        | 37                                                        | 0,378                                                     | 2                                                         | Els van Tol                                               | 0                                                         | 11                                                        | 26                                                        | 0,423                                                     | 2                                                         |
|                                                           |                                                           |                                                           |                                                           |                                                           |                                                           |                                                           |                                                           |                                                           |                                                           |                                                           |                                                           |

Eindstand Poule D
| NK Driebanden Klein Dames 2016-2017 - EINDSTAND POULE D | NK Driebanden Klein Dames 2016-2017 - EINDSTAND POULE D | NK Driebanden Klein Dames 2016-2017 - EINDSTAND POULE D | NK Driebanden Klein Dames 2016-2017 - EINDSTAND POULE D | NK Driebanden Klein Dames 2016-2017 - EINDSTAND POULE D | NK Driebanden Klein Dames 2016-2017 - EINDSTAND POULE D | NK Driebanden Klein Dames 2016-2017 - EINDSTAND POULE D | NK Driebanden Klein Dames 2016-2017 - EINDSTAND POULE D | NK Driebanden Klein Dames 2016-2017 - EINDSTAND POULE D |
| RANG                                                    | SPEELSTER                                               | GESP                                                    | PP                                                      | CAR                                                     | BRT                                                     | MOY                                                     | PMOY                                                    | HS                                                      |
| ------------------------------------------------------- | ------------------------------------------------------- | ------------------------------------------------------- | ------------------------------------------------------- | ------------------------------------------------------- | ------------------------------------------------------- | ------------------------------------------------------- | ------------------------------------------------------- | ------------------------------------------------------- |
| 1                                                       | Gerrie Geelen                                           | 4                                                       | 8                                                       | 80                                                      | 113                                                     | 0,708                                                   | 0,952                                                   | 3                                                       |
| 2                                                       | Anja Verbogt                                            | 4                                                       | 6                                                       | 72                                                      | 145                                                     | 0,497                                                   | 0,606                                                   | 7                                                       |
| 3                                                       | Joyce Klunder                                           | 4                                                       | 4                                                       | 61                                                      | 151                                                     | 0,403                                                   | 0,541                                                   | 4                                                       |
| 4                                                       | Sabine Bakker                                           | 4                                                       | 2                                                       | 55                                                      | 133                                                     | 0,414                                                   | 0,625                                                   | 6                                                       |
| 5                                                       | Joyce Beekink                                           | 4                                                       | 2                                                       | 55                                                      | 150                                                     | 0,367                                                   | 0,450                                                   | 3                                                       |
| 6                                                       | Els van Tol                                             | 4                                                       | 2                                                       | 40                                                      | 138                                                     | 0,290                                                   | 0,325                                                   | 2                                                       |
|                                                         |                                                         |                                                         |                                                         |                                                         |                                                         |                                                         |                                                         |                                                         |

### Poule E
| NK Driebanden Klein Dames 2016-2017 - wedstrijden POULE E | NK Driebanden Klein Dames 2016-2017 - wedstrijden POULE E | NK Driebanden Klein Dames 2016-2017 - wedstrijden POULE E | NK Driebanden Klein Dames 2016-2017 - wedstrijden POULE E | NK Driebanden Klein Dames 2016-2017 - wedstrijden POULE E | NK Driebanden Klein Dames 2016-2017 - wedstrijden POULE E | NK Driebanden Klein Dames 2016-2017 - wedstrijden POULE E | NK Driebanden Klein Dames 2016-2017 - wedstrijden POULE E | NK Driebanden Klein Dames 2016-2017 - wedstrijden POULE E | NK Driebanden Klein Dames 2016-2017 - wedstrijden POULE E | NK Driebanden Klein Dames 2016-2017 - wedstrijden POULE E | NK Driebanden Klein Dames 2016-2017 - wedstrijden POULE E |
| SPELER                                                    | PP                                                        | CAR                                                       | BRT                                                       | MOY                                                       | HS                                                        | SPELER                                                    | PP                                                        | CAR                                                       | BRT                                                       | MOY                                                       | HS                                                        |
| --------------------------------------------------------- | --------------------------------------------------------- | --------------------------------------------------------- | --------------------------------------------------------- | --------------------------------------------------------- | --------------------------------------------------------- | --------------------------------------------------------- | --------------------------------------------------------- | --------------------------------------------------------- | --------------------------------------------------------- | --------------------------------------------------------- | --------------------------------------------------------- |
| Janet KWast                                               | 0                                                         | 11                                                        | 16                                                        | 0,688                                                     | 4                                                         | Harmie Evenhuis                                           | 0                                                         | 6                                                         | 35                                                        | 0,171                                                     | 1                                                         |
| Monique Wilkowski                                         | 2                                                         | 20                                                        | 16                                                        | 1,250                                                     | 6                                                         | Loes van Dansik                                           | 2                                                         | 20                                                        | 35                                                        | 0,571                                                     | 3                                                         |
|                                                           |                                                           |                                                           |                                                           |                                                           |                                                           |                                                           |                                                           |                                                           |                                                           |                                                           |                                                           |
| Francine van Yperen                                       | 0                                                         | 14                                                        | 40                                                        | 0,350                                                     | 3                                                         | Janet Kwast                                               | 0                                                         | 18                                                        | 40                                                        | 0,450                                                     | 3                                                         |
| Margriet van den Akker                                    | 2                                                         | 15                                                        | 40                                                        | 0,375                                                     | 2                                                         | Harmie Evenhuis                                           | 2                                                         | 19                                                        | 40                                                        | 0,475                                                     | 2                                                         |
|                                                           |                                                           |                                                           |                                                           |                                                           |                                                           |                                                           |                                                           |                                                           |                                                           |                                                           |                                                           |
| Loes van Dansik                                           | 2                                                         | 20                                                        | 38                                                        | 0,526                                                     | 2                                                         | Francine van Yperen                                       | 2                                                         | 20                                                        | 35                                                        | 0,571                                                     | 3                                                         |
| Margriet van den Akker                                    | 0                                                         | 18                                                        | 38                                                        | 0,474                                                     | 5                                                         | Monique Wilkowski                                         | 0                                                         | 17                                                        | 35                                                        | 0,486                                                     | 4                                                         |
|                                                           |                                                           |                                                           |                                                           |                                                           |                                                           |                                                           |                                                           |                                                           |                                                           |                                                           |                                                           |
| Loes van Dansik                                           | 2                                                         | 20                                                        | 39                                                        | 0,513                                                     | 2                                                         | Janet Kwast                                               | 0                                                         | 11                                                        | 40                                                        | 0,275                                                     | 2                                                         |
| Francine van Yperen                                       | 0                                                         | 17                                                        | 39                                                        | 0,436                                                     | 4                                                         | Margriet van den Akker                                    | 2                                                         | 12                                                        | 40                                                        | 0,300                                                     | 2                                                         |
|                                                           |                                                           |                                                           |                                                           |                                                           |                                                           |                                                           |                                                           |                                                           |                                                           |                                                           |                                                           |
| Harmie Evenhuis                                           | 0                                                         | 10                                                        | 29                                                        | 0,345                                                     | 2                                                         | Monique Wilkowski                                         | 2                                                         | 20                                                        | 19                                                        | 1,053                                                     | 5                                                         |
| Monique Wilkowski                                         | 2                                                         | 20                                                        | 29                                                        | 0,690                                                     | 5                                                         | Margriet van den Akker                                    | 0                                                         | 5                                                         | 19                                                        | 0,263                                                     | 2                                                         |
|                                                           |                                                           |                                                           |                                                           |                                                           |                                                           |                                                           |                                                           |                                                           |                                                           |                                                           |                                                           |
| Harmie Evenhuis                                           | 0                                                         | 15                                                        | 31                                                        | 0,484                                                     | 3                                                         | Janet Kwast                                               | 1                                                         | 20                                                        | 30                                                        | 0,666                                                     | 3                                                         |
| Francine van Yperen                                       | 2                                                         | 20                                                        | 31                                                        | 0,645                                                     | 3                                                         | Loes van Dansik                                           | 1                                                         | 20                                                        | 30                                                        | 0,666                                                     | 5                                                         |
|                                                           |                                                           |                                                           |                                                           |                                                           |                                                           |                                                           |                                                           |                                                           |                                                           |                                                           |                                                           |

Eindstand Poule E
| NK Driebanden Klein Dames 2016-2017 - EINDSTAND POULE E | NK Driebanden Klein Dames 2016-2017 - EINDSTAND POULE E | NK Driebanden Klein Dames 2016-2017 - EINDSTAND POULE E | NK Driebanden Klein Dames 2016-2017 - EINDSTAND POULE E | NK Driebanden Klein Dames 2016-2017 - EINDSTAND POULE E | NK Driebanden Klein Dames 2016-2017 - EINDSTAND POULE E | NK Driebanden Klein Dames 2016-2017 - EINDSTAND POULE E | NK Driebanden Klein Dames 2016-2017 - EINDSTAND POULE E | NK Driebanden Klein Dames 2016-2017 - EINDSTAND POULE E |
| RANG                                                    | SPEELSTER                                               | GESP                                                    | PP                                                      | CAR                                                     | BRT                                                     | MOY                                                     | PMOY                                                    | HS                                                      |
| ------------------------------------------------------- | ------------------------------------------------------- | ------------------------------------------------------- | ------------------------------------------------------- | ------------------------------------------------------- | ------------------------------------------------------- | ------------------------------------------------------- | ------------------------------------------------------- | ------------------------------------------------------- |
| 1                                                       | Loes van Dansik                                         | 4                                                       | 7                                                       | 80                                                      | 142                                                     | 0,563                                                   | 0,666                                                   | 3                                                       |
| 2                                                       | Monique Wilkowski                                       | 4                                                       | 6                                                       | 77                                                      | 99                                                      | 0,777                                                   | 1,250                                                   | 6                                                       |
| 3                                                       | Francine van Yperen                                     | 4                                                       | 4                                                       | 71                                                      | 145                                                     | 0,490                                                   | 0,645                                                   | 3                                                       |
| 4                                                       | Margriet van den Akker                                  | 4                                                       | 4                                                       | 50                                                      | 137                                                     | 0,365                                                   | 0,375                                                   | 5                                                       |
| 5                                                       | Harmie Evenhuis                                         | 4                                                       | 2                                                       | 50                                                      | 135                                                     | 0,370                                                   | 0,475                                                   | 2                                                       |
| 6                                                       | Janet Kwast                                             | 4                                                       | 1                                                       | 60                                                      | 126                                                     | 0,476                                                   | 0,666                                                   | 3                                                       |
|                                                         |                                                         |                                                         |                                                         |                                                         |                                                         |                                                         |                                                         |                                                         |

### Poule F
| NK Driebanden Klein Dames 2016-2017 - wedstrijden POULE F | NK Driebanden Klein Dames 2016-2017 - wedstrijden POULE F | NK Driebanden Klein Dames 2016-2017 - wedstrijden POULE F | NK Driebanden Klein Dames 2016-2017 - wedstrijden POULE F | NK Driebanden Klein Dames 2016-2017 - wedstrijden POULE F | NK Driebanden Klein Dames 2016-2017 - wedstrijden POULE F | NK Driebanden Klein Dames 2016-2017 - wedstrijden POULE F | NK Driebanden Klein Dames 2016-2017 - wedstrijden POULE F | NK Driebanden Klein Dames 2016-2017 - wedstrijden POULE F | NK Driebanden Klein Dames 2016-2017 - wedstrijden POULE F | NK Driebanden Klein Dames 2016-2017 - wedstrijden POULE F | NK Driebanden Klein Dames 2016-2017 - wedstrijden POULE F |
| SPELER                                                    | PP                                                        | CAR                                                       | BRT                                                       | MOY                                                       | HS                                                        | SPELER                                                    | PP                                                        | CAR                                                       | BRT                                                       | MOY                                                       | HS                                                        |
| --------------------------------------------------------- | --------------------------------------------------------- | --------------------------------------------------------- | --------------------------------------------------------- | --------------------------------------------------------- | --------------------------------------------------------- | --------------------------------------------------------- | --------------------------------------------------------- | --------------------------------------------------------- | --------------------------------------------------------- | --------------------------------------------------------- | --------------------------------------------------------- |
| Pauline Gerritsen                                         | 2                                                         | 20                                                        | 40                                                        | 0,500                                                     | 3                                                         | Monique van Exter                                         | 2                                                         | 20                                                        | 36                                                        | 0,555                                                     | 3                                                         |
| Dineke Sprenkels                                          | 0                                                         | 9                                                         | 40                                                        | 0,225                                                     | 2                                                         | Jetty van Hummel                                          | 0                                                         | 17                                                        | 36                                                        | 0,472                                                     | 3                                                         |
|                                                           |                                                           |                                                           |                                                           |                                                           |                                                           |                                                           |                                                           |                                                           |                                                           |                                                           |                                                           |
| Petra Pot                                                 | 0                                                         | 4                                                         | 21                                                        | 0,190                                                     | 3                                                         | Pauline Gerritsen                                         | 0                                                         | 5                                                         | 23                                                        | 0,217                                                     | 1                                                         |
| Sylvia Eckel                                              | 2                                                         | 20                                                        | 21                                                        | 0,952                                                     | 5                                                         | Monique van Exter                                         | 2                                                         | 20                                                        | 23                                                        | 0,870                                                     | 3                                                         |
|                                                           |                                                           |                                                           |                                                           |                                                           |                                                           |                                                           |                                                           |                                                           |                                                           |                                                           |                                                           |
| Jetty van Hummel                                          | 0                                                         | 8                                                         | 22                                                        | 0,364                                                     | 2                                                         | Petra Pot                                                 | 2                                                         | 10                                                        | 40                                                        | 0,250                                                     | 2                                                         |
| Sylvia Eckel                                              | 2                                                         | 20                                                        | 22                                                        | 0,909                                                     | 4                                                         | Dineke Sprenkels                                          | 0                                                         | 7                                                         | 40                                                        | 0,175                                                     | 2                                                         |
|                                                           |                                                           |                                                           |                                                           |                                                           |                                                           |                                                           |                                                           |                                                           |                                                           |                                                           |                                                           |
| Jetty van Hummel                                          | 2                                                         | 20                                                        | 32                                                        | 0,625                                                     | 5                                                         | Pauline Gerritsen                                         | 0                                                         | 7                                                         | 36                                                        | 0,194                                                     | 2                                                         |
| Petra Pot                                                 | 0                                                         | 5                                                         | 32                                                        | 0,156                                                     | 1                                                         | Sylvia Eckel                                              | 2                                                         | 20                                                        | 36                                                        | 0,555                                                     | 3                                                         |
|                                                           |                                                           |                                                           |                                                           |                                                           |                                                           |                                                           |                                                           |                                                           |                                                           |                                                           |                                                           |
| Monique van Exter                                         | 2                                                         | 20                                                        | 31                                                        | 0,645                                                     | 5                                                         | Dineke Sprenkels                                          | 0                                                         | 4                                                         | 38                                                        | 0,105                                                     | 2                                                         |
| Dineke Sprenkels                                          | 0                                                         | 2                                                         | 31                                                        | 0,065                                                     | 1                                                         | Sylvia Eckel                                              | 2                                                         | 20                                                        | 38                                                        | 0,526                                                     | 3                                                         |
|                                                           |                                                           |                                                           |                                                           |                                                           |                                                           |                                                           |                                                           |                                                           |                                                           |                                                           |                                                           |
| Monique van Exter                                         | 2                                                         | 20                                                        | 16                                                        | 1,250                                                     | 5                                                         | Pauline Gerritsen                                         | 0                                                         | 12                                                        | 32                                                        | 0,375                                                     | 2                                                         |
| Petra Pot                                                 | 0                                                         | 3                                                         | 16                                                        | 0,188                                                     | 1                                                         | Jetty van Hummel                                          | 2                                                         | 20                                                        | 32                                                        | 0,625                                                     | 4                                                         |
|                                                           |                                                           |                                                           |                                                           |                                                           |                                                           |                                                           |                                                           |                                                           |                                                           |                                                           |                                                           |

Eindstand Poule F
| NK Driebanden Klein Dames 2016-2017 - EINDSTAND POULE F | NK Driebanden Klein Dames 2016-2017 - EINDSTAND POULE F | NK Driebanden Klein Dames 2016-2017 - EINDSTAND POULE F | NK Driebanden Klein Dames 2016-2017 - EINDSTAND POULE F | NK Driebanden Klein Dames 2016-2017 - EINDSTAND POULE F | NK Driebanden Klein Dames 2016-2017 - EINDSTAND POULE F | NK Driebanden Klein Dames 2016-2017 - EINDSTAND POULE F | NK Driebanden Klein Dames 2016-2017 - EINDSTAND POULE F | NK Driebanden Klein Dames 2016-2017 - EINDSTAND POULE F |
| RANG                                                    | SPEELSTER                                               | GESP                                                    | PP                                                      | CAR                                                     | BRT                                                     | MOY                                                     | PMOY                                                    | HS                                                      |
| ------------------------------------------------------- | ------------------------------------------------------- | ------------------------------------------------------- | ------------------------------------------------------- | ------------------------------------------------------- | ------------------------------------------------------- | ------------------------------------------------------- | ------------------------------------------------------- | ------------------------------------------------------- |
| 1                                                       | Monique van Exter                                       | 4                                                       | 8                                                       | 80                                                      | 106                                                     | 0,755                                                   | 1,250                                                   | 5                                                       |
| 2                                                       | Sylvia Eckel                                            | 4                                                       | 8                                                       | 80                                                      | 117                                                     | 0,684                                                   | 0,952                                                   | 5                                                       |
| 3                                                       | Jetty van Hummel                                        | 4                                                       | 4                                                       | 65                                                      | 122                                                     | 0,532                                                   | 0,625                                                   | 5                                                       |
| 4                                                       | Pauline Gerritsen                                       | 4                                                       | 2                                                       | 44                                                      | 131                                                     | 0,336                                                   | 0,500                                                   | 3                                                       |
| 5                                                       | Petra Pot                                               | 4                                                       | 2                                                       | 22                                                      | 109                                                     | 0,202                                                   | 0,250                                                   | 3                                                       |
| 6                                                       | Dineke Sprenkels                                        | 4                                                       | 0                                                       | 22                                                      | 149                                                     | 0,148                                                   | geen                                                    | 2                                                       |
|                                                         |                                                         |                                                         |                                                         |                                                         |                                                         |                                                         |                                                         |                                                         |

### Poule G
| NK Driebanden Klein Dames 2016-2017 - wedstrijden POULE G | NK Driebanden Klein Dames 2016-2017 - wedstrijden POULE G | NK Driebanden Klein Dames 2016-2017 - wedstrijden POULE G | NK Driebanden Klein Dames 2016-2017 - wedstrijden POULE G | NK Driebanden Klein Dames 2016-2017 - wedstrijden POULE G | NK Driebanden Klein Dames 2016-2017 - wedstrijden POULE G | NK Driebanden Klein Dames 2016-2017 - wedstrijden POULE G | NK Driebanden Klein Dames 2016-2017 - wedstrijden POULE G | NK Driebanden Klein Dames 2016-2017 - wedstrijden POULE G | NK Driebanden Klein Dames 2016-2017 - wedstrijden POULE G | NK Driebanden Klein Dames 2016-2017 - wedstrijden POULE G | NK Driebanden Klein Dames 2016-2017 - wedstrijden POULE G |
| SPELER                                                    | PP                                                        | CAR                                                       | BRT                                                       | MOY                                                       | HS                                                        | SPELER                                                    | PP                                                        | CAR                                                       | BRT                                                       | MOY                                                       | HS                                                        |
| --------------------------------------------------------- | --------------------------------------------------------- | --------------------------------------------------------- | --------------------------------------------------------- | --------------------------------------------------------- | --------------------------------------------------------- | --------------------------------------------------------- | --------------------------------------------------------- | --------------------------------------------------------- | --------------------------------------------------------- | --------------------------------------------------------- | --------------------------------------------------------- |
| Chantal Seves                                             | 0                                                         | 6                                                         | 40                                                        | 0,150                                                     | 1                                                         | Ineke Kooistra                                            | 2                                                         | 20                                                        | 30                                                        | 0,666                                                     | 3                                                         |
| Janine Verkerk-Heikoop                                    | 2                                                         | 14                                                        | 40                                                        | 0,350                                                     | 2                                                         | Petra Lips-Versluis                                       | 0                                                         | 18                                                        | 30                                                        | 0,600                                                     | 4                                                         |
|                                                           |                                                           |                                                           |                                                           |                                                           |                                                           |                                                           |                                                           |                                                           |                                                           |                                                           |                                                           |
| Chantal Arntz                                             | 0                                                         | 12                                                        | 40                                                        | 0,300                                                     | 2                                                         | Cantal Seves                                              | 0                                                         | 8                                                         | 38                                                        | 0,211                                                     | 2                                                         |
| Mirjam Pruim-Emmers                                       | 2                                                         | 15                                                        | 40                                                        | 0,375                                                     | 3                                                         | Ineke Kooistra                                            | 2                                                         | 20                                                        | 38                                                        | 0,526                                                     | 5                                                         |
|                                                           |                                                           |                                                           |                                                           |                                                           |                                                           |                                                           |                                                           |                                                           |                                                           |                                                           |                                                           |
| Petra Lips-Versluis                                       | 0                                                         | 15                                                        | 40                                                        | 0,375                                                     | 3                                                         | Chantal Arntz                                             | 2                                                         | 11                                                        | 40                                                        | 0,275                                                     | 2                                                         |
| Mirjam Pruim-Emmens                                       | 2                                                         | 20                                                        | 40                                                        | 0,500                                                     | 3                                                         | Janine Verkerk-Heikoop                                    | 0                                                         | 7                                                         | 40                                                        | 0,175                                                     | 2                                                         |
|                                                           |                                                           |                                                           |                                                           |                                                           |                                                           |                                                           |                                                           |                                                           |                                                           |                                                           |                                                           |
| Petra Lips-Versluis                                       | 0                                                         | 14                                                        | 40                                                        | 0,350                                                     | 3                                                         | Chantal Seves                                             | 0                                                         | 2                                                         | 34                                                        | 0,059                                                     | 1                                                         |
| Chantal Arntz                                             | 2                                                         | 18                                                        | 40                                                        | 0,450                                                     | 3                                                         | Mirjam Pruim-Emmens                                       | 2                                                         | 20                                                        | 34                                                        | 0,588                                                     | 4                                                         |
|                                                           |                                                           |                                                           |                                                           |                                                           |                                                           |                                                           |                                                           |                                                           |                                                           |                                                           |                                                           |
| Ineke Kooistra                                            | 2                                                         | 14                                                        | 40                                                        | 0,350                                                     | 3                                                         | Janine Verkerk-Heikoop                                    | 0                                                         | 9                                                         | 34                                                        | 0,265                                                     | 3                                                         |
| Janine Verkerk-Heikoop                                    | 0                                                         | 5                                                         | 40                                                        | 0,125                                                     | 1                                                         | Mirjam Pruim-Emmens                                       | 2                                                         | 20                                                        | 34                                                        | 0,588                                                     | 4                                                         |
|                                                           |                                                           |                                                           |                                                           |                                                           |                                                           |                                                           |                                                           |                                                           |                                                           |                                                           |                                                           |
| Ineke Kooistra                                            | 0                                                         | 12                                                        | 32                                                        | 0,375                                                     | 2                                                         | Chantal Seves                                             | 0                                                         | 6                                                         | 37                                                        | 0,162                                                     | 1                                                         |
| Chantal Arntz                                             | 2                                                         | 20                                                        | 32                                                        | 0,625                                                     | 4                                                         | Petra Lips-Versluis                                       | 2                                                         | 20                                                        | 37                                                        | 0,541                                                     | 6                                                         |
|                                                           |                                                           |                                                           |                                                           |                                                           |                                                           |                                                           |                                                           |                                                           |                                                           |                                                           |                                                           |

Eindstand Poule G
| NK Driebanden Klein Dames 2016-2017 - EINDSTAND POULE G | NK Driebanden Klein Dames 2016-2017 - EINDSTAND POULE G | NK Driebanden Klein Dames 2016-2017 - EINDSTAND POULE G | NK Driebanden Klein Dames 2016-2017 - EINDSTAND POULE G | NK Driebanden Klein Dames 2016-2017 - EINDSTAND POULE G | NK Driebanden Klein Dames 2016-2017 - EINDSTAND POULE G | NK Driebanden Klein Dames 2016-2017 - EINDSTAND POULE G | NK Driebanden Klein Dames 2016-2017 - EINDSTAND POULE G | NK Driebanden Klein Dames 2016-2017 - EINDSTAND POULE G |
| RANG                                                    | SPEELSTER                                               | GESP                                                    | PP                                                      | CAR                                                     | BRT                                                     | MOY                                                     | PMOY                                                    | HS                                                      |
| ------------------------------------------------------- | ------------------------------------------------------- | ------------------------------------------------------- | ------------------------------------------------------- | ------------------------------------------------------- | ------------------------------------------------------- | ------------------------------------------------------- | ------------------------------------------------------- | ------------------------------------------------------- |
| 1                                                       | Mirjam Pruim-Emmens                                     | 4                                                       | 8                                                       | 75                                                      | 148                                                     | 0,507                                                   | 0,588                                                   | 4                                                       |
| 2                                                       | Ineke Kooistra                                          | 4                                                       | 6                                                       | 66                                                      | 140                                                     | 0,471                                                   | 0,666                                                   | 5                                                       |
| 3                                                       | Chantal Arntz                                           | 4                                                       | 6                                                       | 61                                                      | 152                                                     | 0,401                                                   | 0,625                                                   | 2                                                       |
| 4                                                       | Petra Lips-Versluis                                     | 4                                                       | 2                                                       | 67                                                      | 147                                                     | 0,456                                                   | 0,541                                                   | 6                                                       |
| 5                                                       | Janine Verkerk-Heikoop                                  | 4                                                       | 2                                                       | 35                                                      | 154                                                     | 0,227                                                   | 0,350                                                   | 3                                                       |
| 6                                                       | Chantal Seves                                           | 4                                                       | 0                                                       | 22                                                      | 149                                                     | 0,148                                                   | geen                                                    | 2                                                       |
|                                                         |                                                         |                                                         |                                                         |                                                         |                                                         |                                                         |                                                         |                                                         |

### Poule H
| NK Driebanden Klein Dames 2016-2017 - wedstrijden POULE H | NK Driebanden Klein Dames 2016-2017 - wedstrijden POULE H | NK Driebanden Klein Dames 2016-2017 - wedstrijden POULE H | NK Driebanden Klein Dames 2016-2017 - wedstrijden POULE H | NK Driebanden Klein Dames 2016-2017 - wedstrijden POULE H | NK Driebanden Klein Dames 2016-2017 - wedstrijden POULE H | NK Driebanden Klein Dames 2016-2017 - wedstrijden POULE H | NK Driebanden Klein Dames 2016-2017 - wedstrijden POULE H | NK Driebanden Klein Dames 2016-2017 - wedstrijden POULE H | NK Driebanden Klein Dames 2016-2017 - wedstrijden POULE H | NK Driebanden Klein Dames 2016-2017 - wedstrijden POULE H | NK Driebanden Klein Dames 2016-2017 - wedstrijden POULE H |
| SPELER                                                    | PP                                                        | CAR                                                       | BRT                                                       | MOY                                                       | HS                                                        | SPELER                                                    | PP                                                        | CAR                                                       | BRT                                                       | MOY                                                       | HS                                                        |
| --------------------------------------------------------- | --------------------------------------------------------- | --------------------------------------------------------- | --------------------------------------------------------- | --------------------------------------------------------- | --------------------------------------------------------- | --------------------------------------------------------- | --------------------------------------------------------- | --------------------------------------------------------- | --------------------------------------------------------- | --------------------------------------------------------- | --------------------------------------------------------- |
| Georgina van Velzen                                       | 0                                                         | 12                                                        | 40                                                        | 0,300                                                     | 3                                                         | Cora van den Eijnden                                      | 1                                                         | 16                                                        | 40                                                        | 0,400                                                     | 3                                                         |
| Cynthia van Peer                                          | 2                                                         | 13                                                        | 40                                                        | 0,325                                                     | 7                                                         | Helen Koelink                                             | 1                                                         | 16                                                        | 40                                                        | 0,400                                                     | 5                                                         |
|                                                           |                                                           |                                                           |                                                           |                                                           |                                                           |                                                           |                                                           |                                                           |                                                           |                                                           |                                                           |
| Joke Breur                                                | 1                                                         | 20                                                        | 31                                                        | 0,645                                                     | 2                                                         | Georgina van Velzen                                       | 2                                                         | 19                                                        | 40                                                        | 0,475                                                     | 4                                                         |
| Anneke Groenewoud                                         | 1                                                         | 20                                                        | 31                                                        | 0,645                                                     | 3                                                         | Cora van den Eijnden                                      | 0                                                         | 15                                                        | 40                                                        | 0,375                                                     | 3                                                         |
|                                                           |                                                           |                                                           |                                                           |                                                           |                                                           |                                                           |                                                           |                                                           |                                                           |                                                           |                                                           |
| Helen Koelink                                             | 2                                                         | 19                                                        | 40                                                        | 0,475                                                     | 5                                                         | Joke Breur                                                | 2                                                         | 20                                                        | 6                                                         | 3,333                                                     | 12                                                        |
| Anneke Groenewoud                                         | 0                                                         | 12                                                        | 40                                                        | 0,300                                                     | 2                                                         | Cynthia van Peer                                          | 0                                                         | 2                                                         | 6                                                         | 0,333                                                     | 1                                                         |
|                                                           |                                                           |                                                           |                                                           |                                                           |                                                           |                                                           |                                                           |                                                           |                                                           |                                                           |                                                           |
| Helen Koelink                                             | 0                                                         | 12                                                        | 40                                                        | 0,300                                                     | 3                                                         | Georgina van Velzen                                       | 0                                                         | 18                                                        | 39                                                        | 0,462                                                     | 3                                                         |
| Joke Breur                                                | 2                                                         | 20                                                        | 40                                                        | 0,500                                                     | 2                                                         | Anneke Groenewoud                                         | 2                                                         | 20                                                        | 39                                                        | 0,513                                                     | 3                                                         |
|                                                           |                                                           |                                                           |                                                           |                                                           |                                                           |                                                           |                                                           |                                                           |                                                           |                                                           |                                                           |
| Cora van den Eijnden                                      | 2                                                         | 15                                                        | 40                                                        | 0,375                                                     | 3                                                         | Cynthia van Peer                                          | 0                                                         | 13                                                        | 40                                                        | 0,325                                                     | 2                                                         |
| Cynthia van Peer                                          | 0                                                         | 13                                                        | 40                                                        | 0,325                                                     | 2                                                         | Anneke Groenewoud                                         | 2                                                         | 15                                                        | 40                                                        | 0,375                                                     | 3                                                         |
|                                                           |                                                           |                                                           |                                                           |                                                           |                                                           |                                                           |                                                           |                                                           |                                                           |                                                           |                                                           |
| Cora van den Eijnden                                      | 0                                                         | 11                                                        | 32                                                        | 0,344                                                     | 3                                                         | Georgina van Velzen                                       | 2                                                         | 14                                                        | 40                                                        | 0,350                                                     | 4                                                         |
| Joke Breur                                                | 2                                                         | 20                                                        | 32                                                        | 0,625                                                     | 3                                                         | Helen Koelink                                             | 0                                                         | 11                                                        | 40                                                        | 0,275                                                     | 3                                                         |
|                                                           |                                                           |                                                           |                                                           |                                                           |                                                           |                                                           |                                                           |                                                           |                                                           |                                                           |                                                           |

Eindstand Poule H
| NK Driebanden Klein Dames 2016-2017 - EINDSTAND POULE H | NK Driebanden Klein Dames 2016-2017 - EINDSTAND POULE H | NK Driebanden Klein Dames 2016-2017 - EINDSTAND POULE H | NK Driebanden Klein Dames 2016-2017 - EINDSTAND POULE H | NK Driebanden Klein Dames 2016-2017 - EINDSTAND POULE H | NK Driebanden Klein Dames 2016-2017 - EINDSTAND POULE H | NK Driebanden Klein Dames 2016-2017 - EINDSTAND POULE H | NK Driebanden Klein Dames 2016-2017 - EINDSTAND POULE H | NK Driebanden Klein Dames 2016-2017 - EINDSTAND POULE H |
| RANG                                                    | SPELER                                                  | GESP                                                    | PP                                                      | CAR                                                     | BRT                                                     | MOY                                                     | PMOY                                                    | HS                                                      |
| ------------------------------------------------------- | ------------------------------------------------------- | ------------------------------------------------------- | ------------------------------------------------------- | ------------------------------------------------------- | ------------------------------------------------------- | ------------------------------------------------------- | ------------------------------------------------------- | ------------------------------------------------------- |
| 1                                                       | Joke Breur                                              | 4                                                       | 7                                                       | 80                                                      | 109                                                     | 0,734                                                   | 3,333                                                   | 12                                                      |
| 2                                                       | Anneke Groenewoud                                       | 4                                                       | 5                                                       | 67                                                      | 150                                                     | 0,447                                                   | 0,645                                                   | 3                                                       |
| 3                                                       | Georgina van Velzen                                     | 4                                                       | 4                                                       | 63                                                      | 159                                                     | 0,396                                                   | 0,475                                                   | 4                                                       |
| 4                                                       | Cora van den Eijnden                                    | 4                                                       | 3                                                       | 57                                                      | 152                                                     | 0,375                                                   | 0,400                                                   | 3                                                       |
| 5                                                       | Helen Koelink                                           | 4                                                       | 3                                                       | 58                                                      | 160                                                     | 0,363                                                   | 0,475                                                   | 5                                                       |
| 6                                                       | Cynthia van Peer                                        | 4                                                       | 2                                                       | 41                                                      | 126                                                     | 0,325                                                   | 0,325                                                   | 7                                                       |
|                                                         |                                                         |                                                         |                                                         |                                                         |                                                         |                                                         |                                                         |                                                         |

## Ranglijst geplaatste speelsters op algemeen gemiddelde
| NK Driebanden Klein Dames 2016-2017 - RANGLIJST OP MOYENNE NA POULEFASE | NK Driebanden Klein Dames 2016-2017 - RANGLIJST OP MOYENNE NA POULEFASE | NK Driebanden Klein Dames 2016-2017 - RANGLIJST OP MOYENNE NA POULEFASE | NK Driebanden Klein Dames 2016-2017 - RANGLIJST OP MOYENNE NA POULEFASE | NK Driebanden Klein Dames 2016-2017 - RANGLIJST OP MOYENNE NA POULEFASE | NK Driebanden Klein Dames 2016-2017 - RANGLIJST OP MOYENNE NA POULEFASE | NK Driebanden Klein Dames 2016-2017 - RANGLIJST OP MOYENNE NA POULEFASE | NK Driebanden Klein Dames 2016-2017 - RANGLIJST OP MOYENNE NA POULEFASE | NK Driebanden Klein Dames 2016-2017 - RANGLIJST OP MOYENNE NA POULEFASE | NK Driebanden Klein Dames 2016-2017 - RANGLIJST OP MOYENNE NA POULEFASE | NK Driebanden Klein Dames 2016-2017 - RANGLIJST OP MOYENNE NA POULEFASE | NK Driebanden Klein Dames 2016-2017 - RANGLIJST OP MOYENNE NA POULEFASE |
| R                                                                       | SPEELSTER                                                               | MOY                                                                     | R                                                                       | SPEELSTER                                                               | MOY                                                                     | R                                                                       | SPEELSTER                                                               | MOY                                                                     | R                                                                       | SPEELSTER                                                               | MOY                                                                     |
| ----------------------------------------------------------------------- | ----------------------------------------------------------------------- | ----------------------------------------------------------------------- | ----------------------------------------------------------------------- | ----------------------------------------------------------------------- | ----------------------------------------------------------------------- | ----------------------------------------------------------------------- | ----------------------------------------------------------------------- | ----------------------------------------------------------------------- | ----------------------------------------------------------------------- | ----------------------------------------------------------------------- | ----------------------------------------------------------------------- |
| 1                                                                       | Monique Wilkowski                                                       | 0,777                                                                   | 9                                                                       | Loes van Dansik                                                         | 0,563                                                                   | 17                                                                      | Petra Lips-Versluis                                                     | 0,456                                                                   | 25                                                                      | Cora van den Eijnden                                                    | 0,375                                                                   |
| 2                                                                       | Monique van Exter                                                       | 0,755                                                                   | 10                                                                      | Brigitte Duhn                                                           | 0,532                                                                   | 18                                                                      | Anneke Groenewoud                                                       | 0,447                                                                   | 26                                                                      | Margriet van den Akker                                                  | 0,365                                                                   |
| 3                                                                       | Joke Breur                                                              | 0,734                                                                   | 11                                                                      | Jetty van Hummel                                                        | 0,532                                                                   | 19                                                                      | Natasja Damen                                                           | 0,418                                                                   | 27                                                                      | Bets Dekker-Boon                                                        | 0,354                                                                   |
| 4                                                                       | Gerrie Geelen                                                           | 0,708                                                                   | 12                                                                      | Gerrie Wierstra                                                         | 0,520                                                                   | 20                                                                      | Sabine Bakker                                                           | 0,414                                                                   | 28                                                                      | Anoek Jutte                                                             | 0,345                                                                   |
| 5                                                                       | Sylvia Eckel                                                            | 0,684                                                                   | 13                                                                      | Mirjam Pruim-Emmens                                                     | 0,507                                                                   | 21                                                                      | Joyce Klunder                                                           | 0,404                                                                   | 29                                                                      | Pauline Gerritsen                                                       | 0,336                                                                   |
| 6                                                                       | Daisy Werdekker                                                         | 0,670                                                                   | 14                                                                      | Anja Verbogt                                                            | 0,497                                                                   | 22                                                                      | Maartje de Jong                                                         | 0,404                                                                   | 30                                                                      | Hanny Hultermans                                                        | 0,329                                                                   |
| 7                                                                       | Andrea Hofman                                                           | 0,603                                                                   | 15                                                                      | Francine van Yperen                                                     | 0,490                                                                   | 23                                                                      | Chantal Arntz                                                           | 0,401                                                                   | 31                                                                      | Ilse Krishnadath                                                        | 0,321                                                                   |
| 8                                                                       | Nynke Kuindersma                                                        | 0,600                                                                   | 16                                                                      | Ineke Kooistra                                                          | 0,471                                                                   | 24                                                                      | Georgina van Velzen                                                     | 0,396                                                                   | 32                                                                      | Helen van Kempen                                                        | 0,294                                                                   |
|                                                                         |                                                                         |                                                                         |                                                                         |                                                                         |                                                                         |                                                                         |                                                                         |                                                                         |                                                                         |                                                                         |                                                                         |

## KO-Fase
Bij wedstrijden die in remise eindigden, volgden penalty’s

### Wedstrijdschema beste 32 t/m de finale
|  | 1/16e finale | 1/16e finale           | 1/16e finale              |    |                      | 1/8e finale            | 1/8e finale | 1/8e finale |  |    | kwartfinale       | kwartfinale | kwartfinale |  |   | halve finale    | halve finale | halve finale |  |   | finale       | finale     | finale |
|  |              |                        |                           |    |                      |                        |             |             |  |    |                   |             |             |  |   |                 |              |              |  |   |              |            |        |
|  | 1            | Monique Wilkowski      | bye                       |    |                      |                        |             |             |  |    |                   |             |             |  |   |                 |              |              |  |   |              |            |        |
|  | 32           | Helen van Kempen       |                           |    |                      |                        |             |             |  |    |                   |             |             |  |   |                 |              |              |  |   |              |            |        |
|  | 32           | Helen van Kempen       |                           | 1  | Monique Wilkowski    | 27                     |             |             |  |    |                   |             |             |  |   |                 |              |              |  |   |              |            |        |
|  |              |                        |                           | 1  | Monique Wilkowski    | 27                     |             |             |  |    |                   |             |             |  |   |                 |              |              |  |   |              |            |        |
|  |              | 16                     | Ineke Kooistra            | 25 |                      |                        |             |             |  |    |                   |             |             |  |   |                 |              |              |  |   |              |            |        |
|  | 17           | 16                     | Ineke Kooistra            | 25 | Petra Lips-Versluis  | 8                      |             |             |  |    |                   |             |             |  |   |                 |              |              |  |   |              |            |        |
|  | 17           |                        |                           |    | Petra Lips-Versluis  | 8                      |             |             |  |    |                   |             |             |  |   |                 |              |              |  |   |              |            |        |
|  | 16           | Ineke Kooistra         | 25                        |    |                      |                        |             |             |  |    |                   |             |             |  |   |                 |              |              |  |   |              |            |        |
|  | 16           | Ineke Kooistra         | 25                        |    |                      |                        |             |             |  | 1  | Monique Wilkowski | 15          |             |  |   |                 |              |              |  |   |              |            |        |
|  |              |                        |                           |    |                      |                        |             |             |  | 1  | Monique Wilkowski | 15          |             |  |   |                 |              |              |  |   |              |            |        |
|  |              | 9                      | Loes van Dansik           | 30 |                      |                        |             |             |  |    |                   |             |             |  |   |                 |              |              |  |   |              |            |        |
|  | 9            | 9                      | Loes van Dansik           | 30 | Loes van Dansik      | 25                     |             |             |  |    |                   |             |             |  |   |                 |              |              |  |   |              |            |        |
|  | 9            |                        |                           |    | Loes van Dansik      | 25                     |             |             |  |    |                   |             |             |  |   |                 |              |              |  |   |              |            |        |
|  | 24           | Georgina van Velzen    | 22                        |    |                      |                        |             |             |  |    |                   |             |             |  |   |                 |              |              |  |   |              |            |        |
|  | 24           | Georgina van Velzen    | 22                        |    | 9                    | Loes van Dansik        | 27          |             |  |    |                   |             |             |  |   |                 |              |              |  |   |              |            |        |
|  |              |                        |                           |    | 9                    | Loes van Dansik        | 27          |             |  |    |                   |             |             |  |   |                 |              |              |  |   |              |            |        |
|  |              | 25                     | Cora van den Eijnden      | 14 |                      |                        |             |             |  |    |                   |             |             |  |   |                 |              |              |  |   |              |            |        |
|  | 25           | 25                     | Cora van den Eijnden      | 14 | Cora van den Eijnden | 25                     |             |             |  |    |                   |             |             |  |   |                 |              |              |  |   |              |            |        |
|  | 25           |                        |                           |    | Cora van den Eijnden | 25                     |             |             |  |    |                   |             |             |  |   |                 |              |              |  |   |              |            |        |
|  | 8            | Nynke Kuindersma       | 18                        |    |                      |                        |             |             |  |    |                   |             |             |  |   |                 |              |              |  |   |              |            |        |
|  | 8            | Nynke Kuindersma       | 18                        |    |                      |                        |             |             |  |    |                   |             |             |  | 9 | Loes van Dansik | 29           |              |  |   |              |            |        |
|  |              |                        |                           |    |                      |                        |             |             |  |    |                   |             |             |  | 9 | Loes van Dansik | 29           |              |  |   |              |            |        |
|  |              | 5                      | Sylvia Eckel              | 30 |                      |                        |             |             |  |    |                   |             |             |  |   |                 |              |              |  |   |              |            |        |
|  | 5            | 5                      | Sylvia Eckel              | 30 | Sylvia Eckel         | 24                     |             |             |  |    |                   |             |             |  |   |                 |              |              |  |   |              |            |        |
|  | 5            |                        |                           |    | Sylvia Eckel         | 24                     |             |             |  |    |                   |             |             |  |   |                 |              |              |  |   |              |            |        |
|  | 28           | Anoek Jutte            | 11                        |    |                      |                        |             |             |  |    |                   |             |             |  |   |                 |              |              |  |   |              |            |        |
|  | 28           | Anoek Jutte            | 11                        |    | 5                    | Sylvia Eckel           | 27          |             |  |    |                   |             |             |  |   |                 |              |              |  |   |              |            |        |
|  |              |                        |                           |    | 5                    | Sylvia Eckel           | 27          |             |  |    |                   |             |             |  |   |                 |              |              |  |   |              |            |        |
|  |              | 12                     | Gerrie Wierstra           | 13 |                      |                        |             |             |  |    |                   |             |             |  |   |                 |              |              |  |   |              |            |        |
|  | 21           | 12                     | Gerrie Wierstra           | 13 | Joyce Klunder        | 11                     |             |             |  |    |                   |             |             |  |   |                 |              |              |  |   |              |            |        |
|  | 21           |                        |                           |    | Joyce Klunder        | 11                     |             |             |  |    |                   |             |             |  |   |                 |              |              |  |   |              |            |        |
|  | 12           | Gerrie Wierstra        | 25                        |    |                      |                        |             |             |  |    |                   |             |             |  |   |                 |              |              |  |   |              |            |        |
|  | 12           | Gerrie Wierstra        | 25                        |    |                      |                        |             |             |  | 5  | Sylvia Eckel      | 30          |             |  |   |                 |              |              |  |   |              |            |        |
|  |              |                        |                           |    |                      |                        |             |             |  | 5  | Sylvia Eckel      | 30          |             |  |   |                 |              |              |  |   |              |            |        |
|  |              | 4                      | Gerrie Geelen             | 28 |                      |                        |             |             |  |    |                   |             |             |  |   |                 |              |              |  |   |              |            |        |
|  | 13           | 4                      | Gerrie Geelen             | 28 | Mirjam Pruim-Emmens  | 25                     |             |             |  |    |                   |             |             |  |   |                 |              |              |  |   |              |            |        |
|  | 13           |                        |                           |    | Mirjam Pruim-Emmens  | 25                     |             |             |  |    |                   |             |             |  |   |                 |              |              |  |   |              |            |        |
|  | 20           | Sabine Bakker          | 17                        |    |                      |                        |             |             |  |    |                   |             |             |  |   |                 |              |              |  |   |              |            |        |
|  | 20           | Sabine Bakker          | 17                        |    | 13                   | Mirjam Pruim-Emmens    | 17          |             |  |    |                   |             |             |  |   |                 |              |              |  |   |              |            |        |
|  |              |                        |                           |    | 13                   | Mirjam Pruim-Emmens    | 17          |             |  |    |                   |             |             |  |   |                 |              |              |  |   |              |            |        |
|  |              | 4                      | Gerrie Geelen             | 27 |                      |                        |             |             |  |    |                   |             |             |  |   |                 |              |              |  |   |              |            |        |
|  | 29           | 4                      | Gerrie Geelen             | 27 | Pauline Gerritsen    | 12                     |             |             |  |    |                   |             |             |  |   |                 |              |              |  |   |              |            |        |
|  | 29           |                        |                           |    | Pauline Gerritsen    | 12                     |             |             |  |    |                   |             |             |  |   |                 |              |              |  |   |              |            |        |
|  | 4            | Gerrie Geelen          | 25                        |    |                      |                        |             |             |  |    |                   |             |             |  |   |                 |              |              |  |   |              |            |        |
|  | 4            | Gerrie Geelen          | 25                        |    |                      |                        |             |             |  |    |                   |             |             |  |   |                 |              |              |  | 5 | Sylvia Eckel | 27         |        |
|  |              |                        |                           |    |                      |                        |             |             |  |    |                   |             |             |  |   |                 |              |              |  | 5 | Sylvia Eckel | 27         |        |
|  |              |                        |                           |    |                      |                        |             |             |  |    |                   |             |             |  |   |                 |              |              |  |   | 3            | Joke Breur | 30     |
|  | 3            | Joke Breur             | 25                        |    |                      |                        |             |             |  |    |                   |             |             |  |   |                 |              |              |  |   | 3            | Joke Breur | 30     |
|  | 3            | Joke Breur             | 25                        |    |                      |                        |             |             |  |    |                   |             |             |  |   |                 |              |              |  |   |              |            |        |
|  | 30           | Hanny Hultermans       | 11                        |    |                      |                        |             |             |  |    |                   |             |             |  |   |                 |              |              |  |   |              |            |        |
|  | 30           | Hanny Hultermans       | 11                        |    | 3                    | Joke Breur             | 27          |             |  |    |                   |             |             |  |   |                 |              |              |  |   |              |            |        |
|  |              |                        |                           |    | 3                    | Joke Breur             | 27          |             |  |    |                   |             |             |  |   |                 |              |              |  |   |              |            |        |
|  |              | 14                     | Anja Verbogt              | 8  |                      |                        |             |             |  |    |                   |             |             |  |   |                 |              |              |  |   |              |            |        |
|  | 19           | 14                     | Anja Verbogt              | 8  | Natasja Damen        | 8                      |             |             |  |    |                   |             |             |  |   |                 |              |              |  |   |              |            |        |
|  | 19           |                        |                           |    | Natasja Damen        | 8                      |             |             |  |    |                   |             |             |  |   |                 |              |              |  |   |              |            |        |
|  | 14           | Anja Verbogt           | 25                        |    |                      |                        |             |             |  |    |                   |             |             |  |   |                 |              |              |  |   |              |            |        |
|  | 14           | Anja Verbogt           | 25                        |    |                      |                        |             |             |  | 3  | Joke Breur        | 30          |             |  |   |                 |              |              |  |   |              |            |        |
|  |              |                        |                           |    |                      |                        |             |             |  | 3  | Joke Breur        | 30          |             |  |   |                 |              |              |  |   |              |            |        |
|  |              | 6                      | Daisy Werdekker           | 13 |                      |                        |             |             |  |    |                   |             |             |  |   |                 |              |              |  |   |              |            |        |
|  | 11           | 6                      | Daisy Werdekker           | 13 | Jetty van Hummel     | 24                     |             |             |  |    |                   |             |             |  |   |                 |              |              |  |   |              |            |        |
|  | 11           |                        |                           |    | Jetty van Hummel     | 24                     |             |             |  |    |                   |             |             |  |   |                 |              |              |  |   |              |            |        |
|  | 22           | Maartje de Jong        | 23                        |    |                      |                        |             |             |  |    |                   |             |             |  |   |                 |              |              |  |   |              |            |        |
|  | 22           | Maartje de Jong        | 23                        |    | 11                   | Jetty van Hummel       | 27          |             |  |    |                   |             |             |  |   |                 |              |              |  |   |              |            |        |
|  |              |                        |                           |    | 11                   | Jetty van Hummel       | 27          |             |  |    |                   |             |             |  |   |                 |              |              |  |   |              |            |        |
|  |              | 6                      | Daisy Werdekker (pen 1-0) | 27 |                      |                        |             |             |  |    |                   |             |             |  |   |                 |              |              |  |   |              |            |        |
|  | 27           | 6                      | Daisy Werdekker (pen 1-0) | 27 | Bets Dekker-Boon     | 9                      |             |             |  |    |                   |             |             |  |   |                 |              |              |  |   |              |            |        |
|  | 27           |                        |                           |    | Bets Dekker-Boon     | 9                      |             |             |  |    |                   |             |             |  |   |                 |              |              |  |   |              |            |        |
|  | 6            | Daisy Werdekker        | 25                        |    |                      |                        |             |             |  |    |                   |             |             |  |   |                 |              |              |  |   |              |            |        |
|  | 6            | Daisy Werdekker        | 25                        |    |                      |                        |             |             |  |    |                   |             |             |  | 3 | Joke Breur      | 30           |              |  |   |              |            |        |
|  |              |                        |                           |    |                      |                        |             |             |  |    |                   |             |             |  | 3 | Joke Breur      | 30           |              |  |   |              |            |        |
|  |              | 10                     | Brigitte Duhn             | 20 |                      |                        |             |             |  |    |                   |             |             |  |   |                 |              |              |  |   |              |            |        |
|  | 7            | 10                     | Brigitte Duhn             | 20 | Andrea Hofman        | 15                     |             |             |  |    |                   |             |             |  |   |                 |              |              |  |   |              |            |        |
|  | 7            |                        |                           |    | Andrea Hofman        | 15                     |             |             |  |    |                   |             |             |  |   |                 |              |              |  |   |              |            |        |
|  | 26           | Margriet van den Akker | 16                        |    |                      |                        |             |             |  |    |                   |             |             |  |   |                 |              |              |  |   |              |            |        |
|  | 26           | Margriet van den Akker | 16                        |    | 26                   | Margriet van den Akker | 21          |             |  |    |                   |             |             |  |   |                 |              |              |  |   |              |            |        |
|  |              |                        |                           |    | 26                   | Margriet van den Akker | 21          |             |  |    |                   |             |             |  |   |                 |              |              |  |   |              |            |        |
|  |              | 10                     | Brigitte Duhn             | 24 |                      |                        |             |             |  |    |                   |             |             |  |   |                 |              |              |  |   |              |            |        |
|  | 23           | 10                     | Brigitte Duhn             | 24 | Chantal Arntz        | 10                     |             |             |  |    |                   |             |             |  |   |                 |              |              |  |   |              |            |        |
|  | 23           |                        |                           |    | Chantal Arntz        | 10                     |             |             |  |    |                   |             |             |  |   |                 |              |              |  |   |              |            |        |
|  | 10           | Brigitte Duhn          | 25                        |    |                      |                        |             |             |  |    |                   |             |             |  |   |                 |              |              |  |   |              |            |        |
|  | 10           | Brigitte Duhn          | 25                        |    |                      |                        |             |             |  | 10 | Brigitte Duhn     | 30          |             |  |   |                 |              |              |  |   |              |            |        |
|  |              |                        |                           |    |                      |                        |             |             |  | 10 | Brigitte Duhn     | 30          |             |  |   |                 |              |              |  |   |              |            |        |
|  |              | 2                      | Monique van Exter         | 17 |                      |                        |             |             |  |    |                   |             |             |  |   |                 |              |              |  |   |              |            |        |
|  | 15           | 2                      | Monique van Exter         | 17 | Francine van Yperen  | 15                     |             |             |  |    |                   |             |             |  |   |                 |              |              |  |   |              |            |        |
|  | 15           |                        |                           |    | Francine van Yperen  | 15                     |             |             |  |    |                   |             |             |  |   |                 |              |              |  |   |              |            |        |
|  | 18           | Anneke Groenewoud      | 15                        |    |                      |                        |             |             |  |    |                   |             |             |  |   |                 |              |              |  |   |              |            |        |
|  | 18           | Anneke Groenewoud      | 15                        |    | 18                   | Anneke Groenewoud      | 6           |             |  |    |                   |             |             |  |   |                 |              |              |  |   |              |            |        |
|  |              |                        |                           |    | 18                   | Anneke Groenewoud      | 6           |             |  |    |                   |             |             |  |   |                 |              |              |  |   |              |            |        |
|  |              | 2                      | Monique van Exter         | 27 |                      |                        |             |             |  |    |                   |             |             |  |   |                 |              |              |  |   |              |            |        |
|  | 31           | 2                      | Monique van Exter         | 27 | Ilse Krishnadath     | 8                      |             |             |  |    |                   |             |             |  |   |                 |              |              |  |   |              |            |        |
|  | 31           |                        |                           |    | Ilse Krishnadath     | 8                      |             |             |  |    |                   |             |             |  |   |                 |              |              |  |   |              |            |        |
|  | 2            | Monique van Exter      | 25                        |    |                      |                        |             |             |  |    |                   |             |             |  |   |                 |              |              |  |   |              |            |        |

### Uitslagen Knock-out fase

#### Uitslagen beste 32
Te maken caramboles: 25 / Beurtenlimiet 50.
| NK Driebanden Klein Dames 2016-2017 – Beste 32 | NK Driebanden Klein Dames 2016-2017 – Beste 32 | NK Driebanden Klein Dames 2016-2017 – Beste 32 | NK Driebanden Klein Dames 2016-2017 – Beste 32 | NK Driebanden Klein Dames 2016-2017 – Beste 32 | NK Driebanden Klein Dames 2016-2017 – Beste 32 |
| SPELER                                         | PP                                             | CAR                                            | BRT                                            | MOY                                            | HS                                             |
| ---------------------------------------------- | ---------------------------------------------- | ---------------------------------------------- | ---------------------------------------------- | ---------------------------------------------- | ---------------------------------------------- |
| Monique Wilkowski                              | Bye                                            | Bye                                            | Bye                                            | Bye                                            | Bye                                            |
| Helen van Kempen                               | Had andere verplichtingen                      | Had andere verplichtingen                      | Had andere verplichtingen                      | Had andere verplichtingen                      | Had andere verplichtingen                      |
|                                                |                                                |                                                |                                                |                                                |                                                |
| Petra Lips-Versluis                            | 0                                              | 8                                              | 24                                             | 0,333                                          | 1                                              |
| Inekoe Kooistra                                | 2                                              | 25                                             | 24                                             | 1,042                                          | 5                                              |
|                                                |                                                |                                                |                                                |                                                |                                                |
| Loes van Dansik                                | 2                                              | 25                                             | 39                                             | 0,641                                          | 4                                              |
| Georgina van Velzen                            | 0                                              | 22                                             | 39                                             | 0,564                                          | 3                                              |
|                                                |                                                |                                                |                                                |                                                |                                                |
| Cora van den Eijnden                           | 2                                              | 25                                             | 36                                             | 0,694                                          | 3                                              |
| Nynke Kuindersma                               | 0                                              | 18                                             | 36                                             | 0,500                                          | 2                                              |
|                                                |                                                |                                                |                                                |                                                |                                                |
| Sylvia Eckel                                   | 2                                              | 24                                             | 50                                             | 0,480                                          | 4                                              |
| Anoek Jutte                                    | 0                                              | 11                                             | 50                                             | 0,220                                          | 2                                              |
|                                                |                                                |                                                |                                                |                                                |                                                |
| Joyce Klunder                                  | 0                                              | 11                                             | 36                                             | 0,306                                          | 2                                              |
| Gerrie Wierstra                                | 2                                              | 25                                             | 36                                             | 0,694                                          | 3                                              |
|                                                |                                                |                                                |                                                |                                                |                                                |
| Mirjam Pruim-Emmens                            | 2                                              | 25                                             | 35                                             | 0,714                                          | 3                                              |
| Sabine Bakker                                  | 0                                              | 17                                             | 35                                             | 0,486                                          | 3                                              |
|                                                |                                                |                                                |                                                |                                                |                                                |
| Pauline Gerritsen                              | 0                                              | 12                                             | 33                                             | 0,364                                          | 2                                              |
| Gerrie Geelen                                  | 2                                              | 25                                             | 33                                             | 0,758                                          | 3                                              |
|                                                |                                                |                                                |                                                |                                                |                                                |
| Joke Breur                                     | 2                                              | 25                                             | 35                                             | 0,714                                          | 6                                              |
| Hanny Hultermans                               | 0                                              | 11                                             | 35                                             | 0,314                                          | 2                                              |
|                                                |                                                |                                                |                                                |                                                |                                                |
| Natasja Damen                                  | 0                                              | 8                                              | 42                                             | 0,190                                          | 1                                              |
| Anja Verbogt                                   | 2                                              | 25                                             | 42                                             | 0,595                                          | 3                                              |
|                                                |                                                |                                                |                                                |                                                |                                                |
| Jetty van Hummel                               | 2                                              | 24                                             | 50                                             | 0,480                                          | 5                                              |
| Maartje de Jong                                | 0                                              | 23                                             | 50                                             | 0,460                                          | 4                                              |
|                                                |                                                |                                                |                                                |                                                |                                                |
| Bets Dekker-Boon                               | 0                                              | 9                                              | 43                                             | 0,209                                          | 2                                              |
| Daisy Werdekker                                | 2                                              | 25                                             | 43                                             | 0,581                                          | 3                                              |
|                                                |                                                |                                                |                                                |                                                |                                                |
| Andrea Hofman                                  | 0                                              | 15                                             | 50                                             | 0,300                                          | 4                                              |
| Margriet van den Akker                         | 2                                              | 16                                             | 50                                             | 0,320                                          | 3                                              |
|                                                |                                                |                                                |                                                |                                                |                                                |
| Chantal Arntz                                  | 0                                              | 10                                             | 50                                             | 0,200                                          | 2                                              |
| Brigitte Duhn                                  | 2                                              | 25                                             | 50                                             | 0,500                                          | 5                                              |
|                                                |                                                |                                                |                                                |                                                |                                                |
| Francine van Yperen                            | 0                                              | 14                                             | 50                                             | 0,280                                          | 2                                              |
| Anneke Groenewoud                              | 2                                              | 15                                             | 50                                             | 0,300                                          | 3                                              |
|                                                |                                                |                                                |                                                |                                                |                                                |
| Ilse Krishnadath                               | 0                                              | 8                                              | 50                                             | 0,160                                          | 1                                              |
| Monique van Exter                              | 2                                              | 25                                             | 50                                             | 0,500                                          | 6                                              |
|                                                |                                                |                                                |                                                |                                                |                                                |

#### Uitslagen beste 16
Te maken caramboles: 27 / Beurtenlimiet 54.
| NK Driebanden Klein Dames 2016-2017 – Beste 16 | NK Driebanden Klein Dames 2016-2017 – Beste 16 | NK Driebanden Klein Dames 2016-2017 – Beste 16 | NK Driebanden Klein Dames 2016-2017 – Beste 16 | NK Driebanden Klein Dames 2016-2017 – Beste 16 | NK Driebanden Klein Dames 2016-2017 – Beste 16 |
| SPELER                                         | PP                                             | CAR                                            | BRT                                            | MOY                                            | HS                                             |
| ---------------------------------------------- | ---------------------------------------------- | ---------------------------------------------- | ---------------------------------------------- | ---------------------------------------------- | ---------------------------------------------- |
| Monique Wilkowski                              | 2                                              | 27                                             | 39                                             | 0,692                                          | 7                                              |
| Ineke Kooistra                                 | 0                                              | 25                                             | 39                                             | 0,641                                          | 6                                              |
|                                                |                                                |                                                |                                                |                                                |                                                |
| Loes van Dansik                                | 2                                              | 27                                             | 47                                             | 0,574                                          | 4                                              |
| Cora van den Eijnden                           | 0                                              | 14                                             | 47                                             | 0,298                                          | 3                                              |
|                                                |                                                |                                                |                                                |                                                |                                                |
| Sylvia Eckel                                   | 2                                              | 27                                             | 35                                             | 0,771                                          | 4                                              |
| Gerrie Wierstra                                | 0                                              | 13                                             | 35                                             | 0,371                                          | 2                                              |
|                                                |                                                |                                                |                                                |                                                |                                                |
| Mirjam Pruim-Emmens                            | 0                                              | 17                                             | 31                                             | 0,548                                          | 3                                              |
| Gerrie Geelen                                  | 2                                              | 27                                             | 31                                             | 0,871                                          | 4                                              |
|                                                |                                                |                                                |                                                |                                                |                                                |
| Joke Breur                                     | 2                                              | 27                                             | 33                                             | 0,818                                          | 4                                              |
| Anja Verbogt                                   | 0                                              | 8                                              | 33                                             | 0,242                                          | 2                                              |
|                                                |                                                |                                                |                                                |                                                |                                                |
| Jetty van Hummel                               | 1                                              | 27                                             | 48                                             | 0,563                                          | 4                                              |
| Daisy Werdekker (W.N.P. 1-0)                   | 1                                              | 27                                             | 48                                             | 0,563                                          | 3                                              |
|                                                |                                                |                                                |                                                |                                                |                                                |
| Margriet van den Akker                         | 0                                              | 21                                             | 54                                             | 0,389                                          | 2                                              |
| Brigitte Duhn                                  | 2                                              | 24                                             | 54                                             | 0,444                                          | 3                                              |
|                                                |                                                |                                                |                                                |                                                |                                                |
| Anneke Groenewoud                              | 0                                              | 6                                              | 30                                             | 0,200                                          | 1                                              |
| Monique van Exter                              | 2                                              | 27                                             | 30                                             | 0,900                                          | 5                                              |
|                                                |                                                |                                                |                                                |                                                |                                                |

#### Uitslagen kwartfinale
Te maken caramboles: 30 / Beurtenlimiet 60.
| NK Driebanden Klein Dames 2016-2017 – Kwartfinale | NK Driebanden Klein Dames 2016-2017 – Kwartfinale | NK Driebanden Klein Dames 2016-2017 – Kwartfinale | NK Driebanden Klein Dames 2016-2017 – Kwartfinale | NK Driebanden Klein Dames 2016-2017 – Kwartfinale | NK Driebanden Klein Dames 2016-2017 – Kwartfinale |
| SPELER                                            | PP                                                | CAR                                               | BRT                                               | MOY                                               | HS                                                |
| ------------------------------------------------- | ------------------------------------------------- | ------------------------------------------------- | ------------------------------------------------- | ------------------------------------------------- | ------------------------------------------------- |
| Monique Wilkowski                                 | 0                                                 | 15                                                | 34                                                | 0,441                                             | 4                                                 |
| Loes van Dansik                                   | 2                                                 | 30                                                | 34                                                | 0,882                                             | 3                                                 |
|                                                   |                                                   |                                                   |                                                   |                                                   |                                                   |
| Sylvia Eckel                                      | 2                                                 | 30                                                | 46                                                | 0,652                                             | 4                                                 |
| Gerrie Geelen                                     | 0                                                 | 28                                                | 46                                                | 0,609                                             | 3                                                 |
|                                                   |                                                   |                                                   |                                                   |                                                   |                                                   |
| Joke Breur                                        | 2                                                 | 30                                                | 39                                                | 0,769                                             | 5                                                 |
| Daisy Werdekker                                   | 0                                                 | 13                                                | 39                                                | 0,333                                             | 2                                                 |
|                                                   |                                                   |                                                   |                                                   |                                                   |                                                   |
| Brigitte Duhn                                     | 2                                                 | 30                                                | 45                                                | 0,666                                             | 5                                                 |
| Monique van Exter                                 | 0                                                 | 17                                                | 45                                                | 0,370                                             | 2                                                 |
|                                                   |                                                   |                                                   |                                                   |                                                   |                                                   |

#### Uitslagen halve finale
Te maken caramboles: 30 / Beurtenlimiet: geen.
| NK Driebanden Klein Dames 2016-2017 – Halve Finale | NK Driebanden Klein Dames 2016-2017 – Halve Finale | NK Driebanden Klein Dames 2016-2017 – Halve Finale | NK Driebanden Klein Dames 2016-2017 – Halve Finale | NK Driebanden Klein Dames 2016-2017 – Halve Finale | NK Driebanden Klein Dames 2016-2017 – Halve Finale |
| SPELER                                             | PP                                                 | CAR                                                | BRT                                                | MOY                                                | HS                                                 |
| -------------------------------------------------- | -------------------------------------------------- | -------------------------------------------------- | -------------------------------------------------- | -------------------------------------------------- | -------------------------------------------------- |
| Loes van Dansik                                    | 0                                                  | 29                                                 | 48                                                 | 0,604                                              | 4                                                  |
| Sylvia Eckel                                       | 2                                                  | 30                                                 | 48                                                 | 0,625                                              | 4                                                  |
|                                                    |                                                    |                                                    |                                                    |                                                    |                                                    |
| Joke Breur                                         | 2                                                  | 30                                                 | 51                                                 | 0,588                                              | 5                                                  |
| Brigitte Duhn                                      | 0                                                  | 20                                                 | 51                                                 | 0,392                                              | 3                                                  |
|                                                    |                                                    |                                                    |                                                    |                                                    |                                                    |

#### Uitslag finale
Te maken caramboles: 30 / Beurtenlimiet: geen.
| NK Driebanden Klein Dames 2016-2017 – Finale | NK Driebanden Klein Dames 2016-2017 – Finale | NK Driebanden Klein Dames 2016-2017 – Finale | NK Driebanden Klein Dames 2016-2017 – Finale | NK Driebanden Klein Dames 2016-2017 – Finale | NK Driebanden Klein Dames 2016-2017 – Finale |
| SPELER                                       | PP                                           | CAR                                          | BRT                                          | MOY                                          | HS                                           |
| -------------------------------------------- | -------------------------------------------- | -------------------------------------------- | -------------------------------------------- | -------------------------------------------- | -------------------------------------------- |
| Sylvia Eckel                                 | 0                                            | 27                                           | 57                                           | 0,474                                        | 6                                            |
| Joke Breur                                   | 2                                            | 30                                           | 57                                           | 0,526                                        | 2                                            |
|                                              |                                              |                                              |                                              |                                              |                                              |

Lelystad 2016-2017 · 
Almere 2017-2018 · 
Almere 2018-2019 · 
Almere 2019-2020